# Liste der Biografien/Jor
Liste der Biografien |
Portal Biografien |
Personensuche
# |
A |
B |
C |
D |
E |
F |
G |
H |
I |
J |
K |
L |
M |
N |
O |
P |
Q |
R |
S |
T |
U |
V |
W |
X |
Y |
Z |
?
 
Ja |
Jb |
Jd |
Je |
Jh |
Ji |
Jj |
Jl |
Jn |
Jm |
Jo |
Jp |
Jr |
Js |
Jt |
Ju |
Jv |
Jw |
Jy
 
Joa–Jog |
Joh |
Joi–Jom |
Jon |
Joo |
Jop |
Jor |
Jos |
Jot |
Jou |
Jov |
Jow |
Jox |
Joy |
Joz
Die Liste der Biografien führt alle Personen auf, die in der deutschsprachigen Wikipedia einen Artikel haben. Dieses ist eine Teilliste mit 665 Einträgen von Personen, deren Namen mit den Buchstaben „Jor“ beginnt.

## Jor

### Jora
- Jora, Dirk (* 1960), deutscher PunksängerDirk Jora (* 1960)

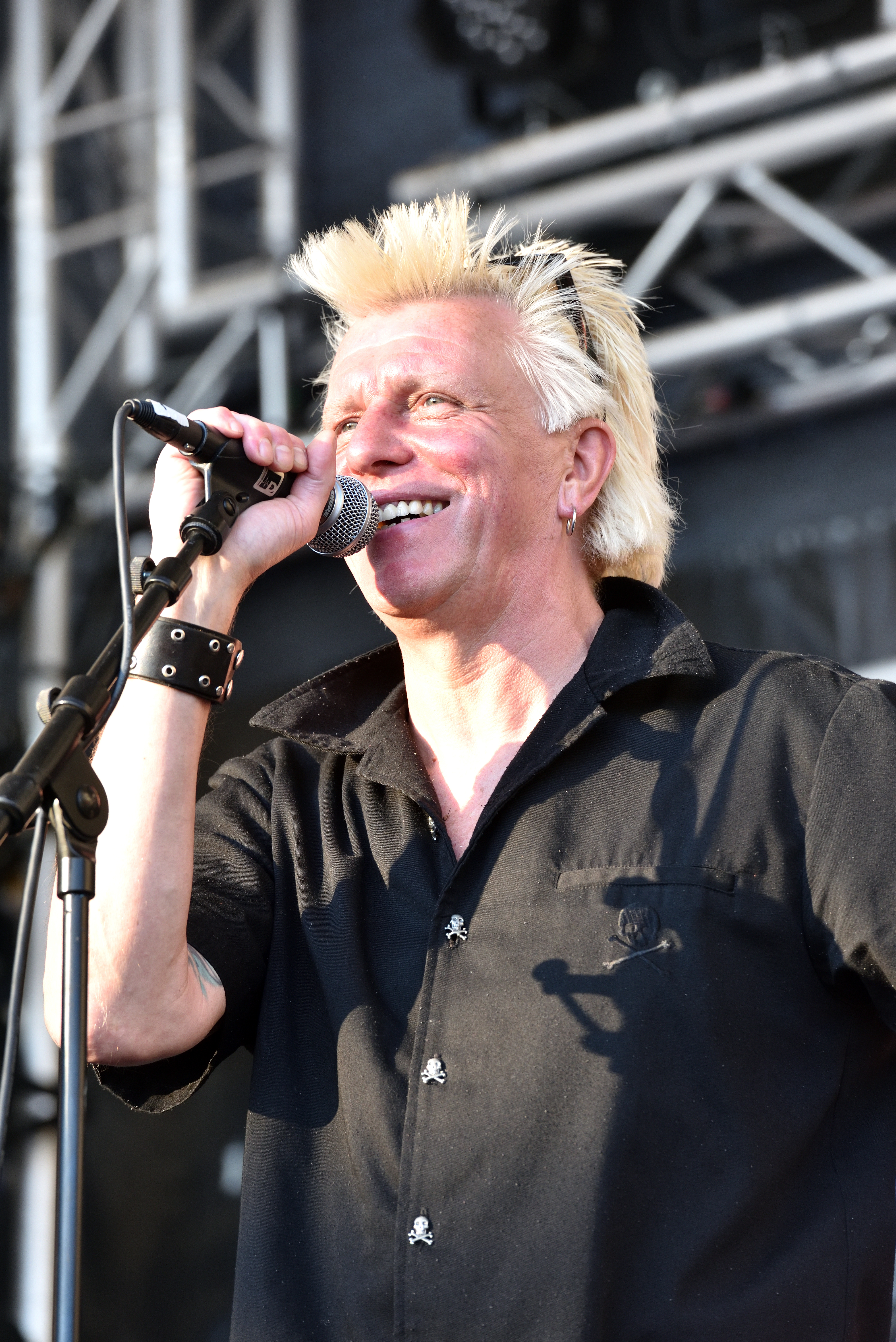
Dirk Jora (* 1960)

- Jora, Mihail (1891–1971), rumänischer Komponist
- Joraanstad, Nicole (* 1980), US-amerikanische Curlerin
- Joram, König von Juda (849–842 v. Chr.)
- Joram, König von Israel (852–841 v. Chr.)
- Jorane (* 1975), kanadische Musikerin
- Joraschkowitz, Wilhelm (1917–2010), deutscher Fußballspieler
- Joraschky, Peter (* 1947), deutscher Arzt, Psychoanalytiker und Psychotherapieforscher
- Joray, Nicolas (* 1952), Schweizer Kameramann
- Joray, Rose-Marie (* 1929), Schweizer Grafikerin, Malerin, Illustratorin und Kunstpädagogin
- Joʻrayev, Akbar (* 1999), usbekischer Gewichtheber
- Jorays († 1290), Eparch von Nobatia

### Jorb
- Jorba, Pere (1617–1647), katalanischer Organist
- Jorberg, Thomas (* 1957), deutscher Bankier

### Jorc
- Jorch, Gerhard (* 1951), deutscher Kinderarzt und Neonatologe
- Jorch, Robin (* 1994), deutscher Basketballspieler
- Jörchel, Gabriele (* 1955), deutsche Juristin, Richterin, Gerichtspräsidentin
- Jörcke, Johann Joachim (1684–1729), deutscher Jurist und Bürgermeister von Rostock

### Jord

#### Jorda
- Jordà i Rossell, Lluís Gonzaga (1869–1951), katalanischer Pianist, Komponist und Musical-Unternehmer
- Jordà Sanchis, David (* 1994), spanischer Tennisspieler
- Jordá, Carmen (* 1988), spanische Automobilrennfahrerin
- Jorda, Claude (* 1938), französischer Jurist und Richter am Internationalen Strafgerichtshof (2003–2007)
- Jordà, Joaquim (1935–2006), spanischer Drehbuchautor, Regisseur und Schauspieler
- Jorda, Stefan (* 1963), deutscher Physiker und Wissenschaftsjournalist

##### Jordaa
- Jordaan, Danny (* 1951), südafrikanischer Politiker und Fußballfunktionär
- Jordaan, Johanna, niederländische Schauspielerin
- Jordaan, Johnny (1924–1989), niederländischer Sänger
- Jordaan, Ross (* 1985), südafrikanischer Kugelstoßer
- Jordaan, Theuns (1971–2021), südafrikanischer Sänger, Komponist und GitarristTheuns Jordaan (1971–2021)

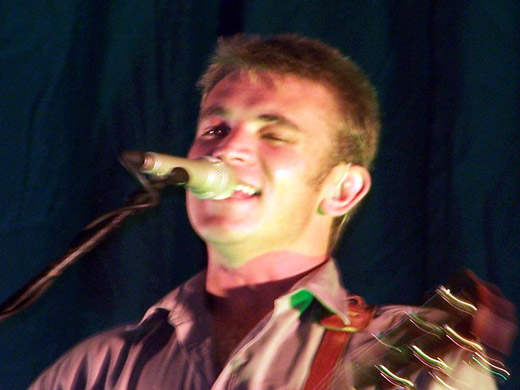
Theuns Jordaan (1971–2021)

- Jordaan-van Heek, Bertha (1876–1960), niederländische Malerin

##### Jordae
- Jordaens, Jacob (1593–1678), flämischer MalerJacob Jordaens (1593–1678)

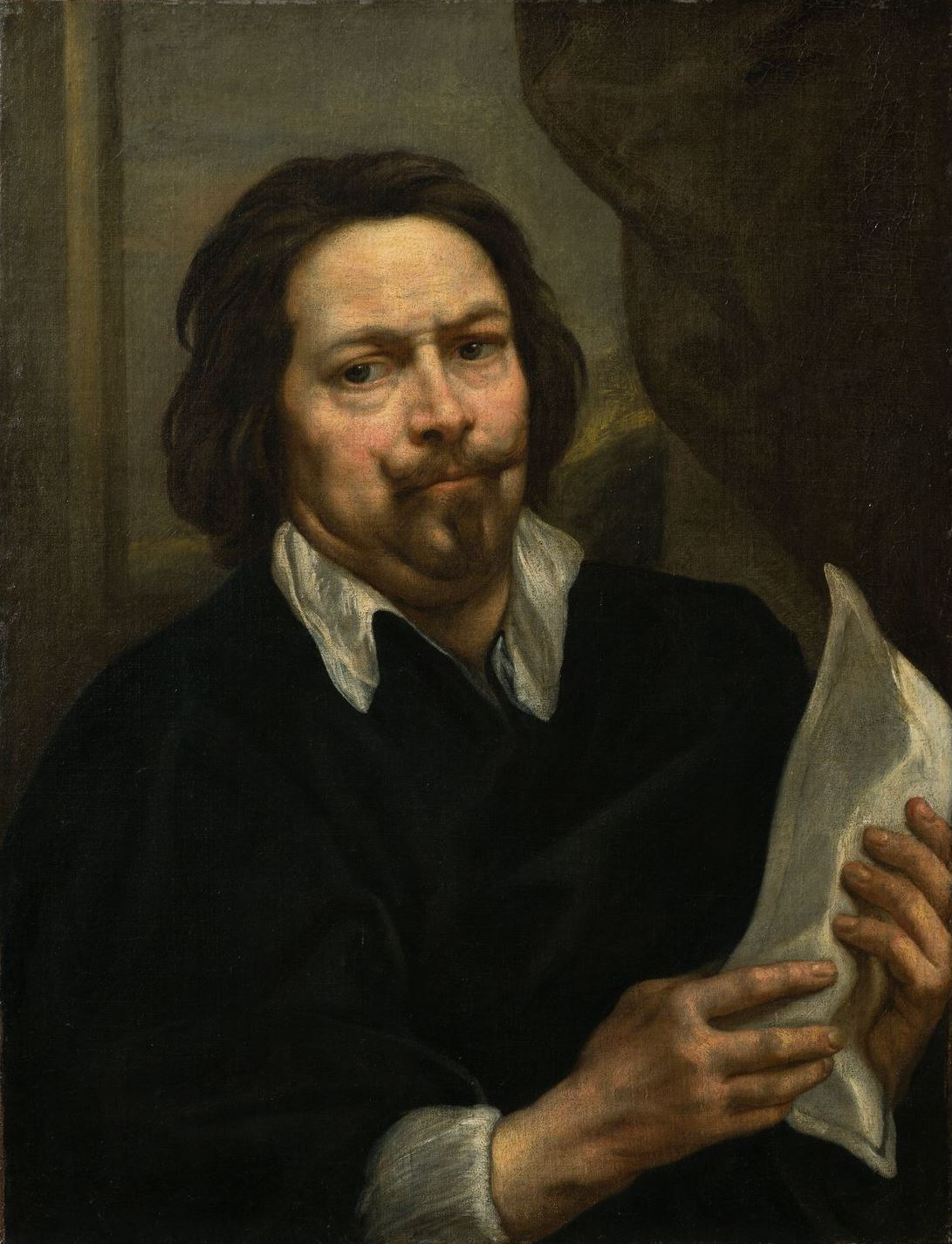
Jacob Jordaens (1593–1678)

##### Jordah
- Jordahl, Asbjørn (1932–2025), norwegischer Journalist und Politiker der Arbeiderpartiet (Ap)

##### Jordai
- Jordain, Pierken, franko-flämischer Komponist der Renaissance

##### Jordan
- Jordan († 1328), Bischof von Ermland

###### Jordan C
- Jordan Cizelj, Romana (* 1966), slowenische Politikerin (Slovenska demokratska stranka), MdEP

###### Jordan V
- Jordan von Giano, Chronist und Franziskaner
- Jordan von Quedlinburg, deutscher Prediger und Schriftsteller
- Jordan von Sachsen († 1237), niedersächsischer Seliger

###### Jordan, A
- Jordán, Abel (* 2003), spanischer Leichtathlet
- Jordan, Achim (1937–2019), deutscher Gebrauchsgrafiker, Karikaturist und Cartoonist
- Jordan, Adalbert (1937–2004), deutscher Bauunternehmer und Fußballfunktionär
- Jordan, Adam Heinrich von (1691–1762), preußischer Landrat
- Jordan, Adolphe (1845–1900), Schweizer Politiker (FDP)
- Jordan, Adonis (* 1970), US-amerikanischer Basketballspieler
- Jordan, Adrienne (* 1994), US-amerikanische Fußballspielerin
- Jordan, Agnes († 1546), vorreformatorische Äbtissin von Syon Monastery
- Jordan, Albert David (1877–1932), kanadischer Organist, Dirigent und Musikpädagoge
- Jordan, Alex (* 1947), deutscher Grafikdesigner, Künstler und Fotograf
- Jordan, Alex (1963–1995), US-amerikanische Pornodarstellerin
- Jordan, Alexander (* 1975), deutscher Militärhistoriker
- Jordan, Alexander (* 1981), deutscher Politiker (CDU)
- Jordan, Alexis (* 1992), US-amerikanische Sängerin und Schauspielerin
- Jordan, Ambrose L. (1789–1865), US-amerikanischer Jurist, Zeitungsredakteur und Politiker
- Jordan, Amir, englischer Wrestler
- Jordan, André (1708–1778), deutscher Kaufmann, Hofjuwelier und Wechselhändler in Berlin
- Jordan, Andreas (1775–1848), deutscher Bürgermeister und Winzer in Deidesheim
- Jordan, Angelina (* 2006), norwegische SängerinAngelina Jordan (* 2006)

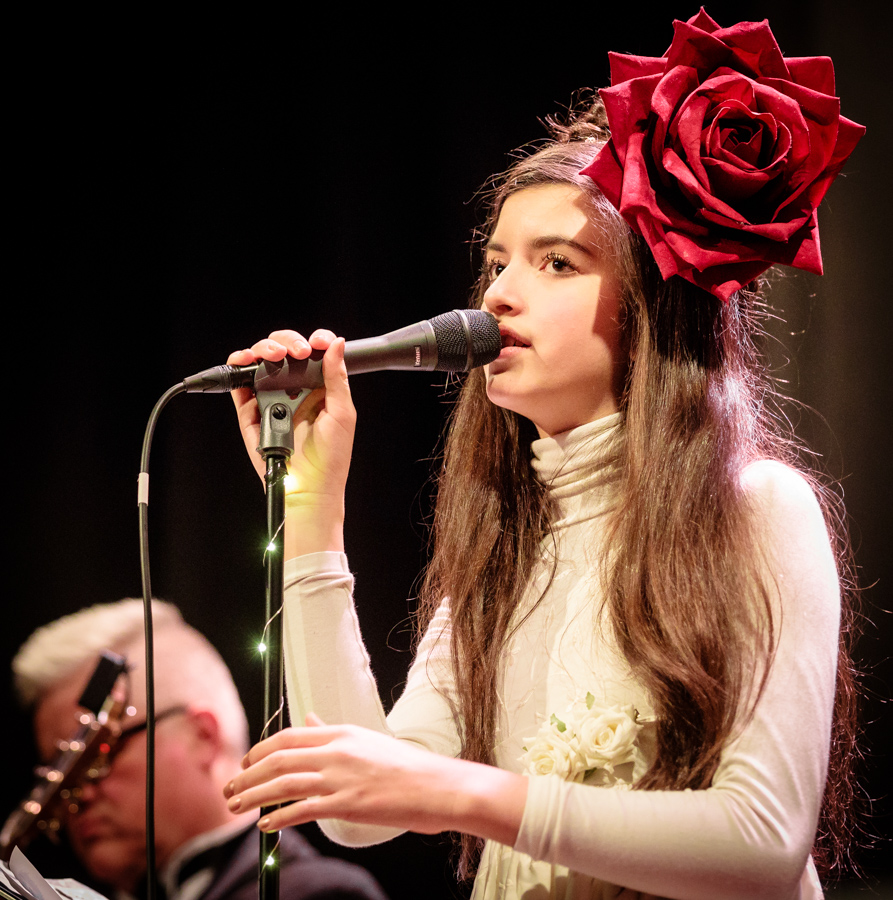
Angelina Jordan (* 2006)

- Jordan, Anna Maria (1865–1907), deutsche Schriftstellerin
- Jordan, Anthony (1901–1982), römisch-katholischer Ordensgeistlicher und Erzbischof von Edmonton
- Jordan, Antoine (* 1983), US-amerikanischer Basketballspieler
- Jordan, Archibald Campbell (1906–1968), südafrikanischer Schriftsteller und Sprachwissenschaftler
- Jordan, Armin (1932–2006), Schweizer Dirigent
- Jordan, August (1872–1935), deutscher Politiker (SPD)
- Jordan, Auguste (1909–1990), französischer Fußballspieler und -trainer

###### Jordan, B
- Jordan, B. Everett (1896–1974), US-amerikanischer Politiker (Demokratische Partei)
- Jordan, Barbara (1936–1996), US-amerikanische Politikerin
- Jordan, Barbara (* 1957), US-amerikanische Tennisspielerin
- Jordan, Barry (1957–2024), südafrikanischer Kirchenmusiker
- Jordan, Bert (1887–1983), britisch-US-amerikanischer Filmeditor
- Jordan, Bobbi (1937–2012), US-amerikanische Schauspielerin
- Jordan, Brigitte (1937–2016), deutsch-US-amerikanische Anthropologin und Hochschullehrerin

###### Jordan, C
- Jordan, Cameron (* 1989), US-amerikanischer American-Football-SpielerCameron Jordan (* 1989)

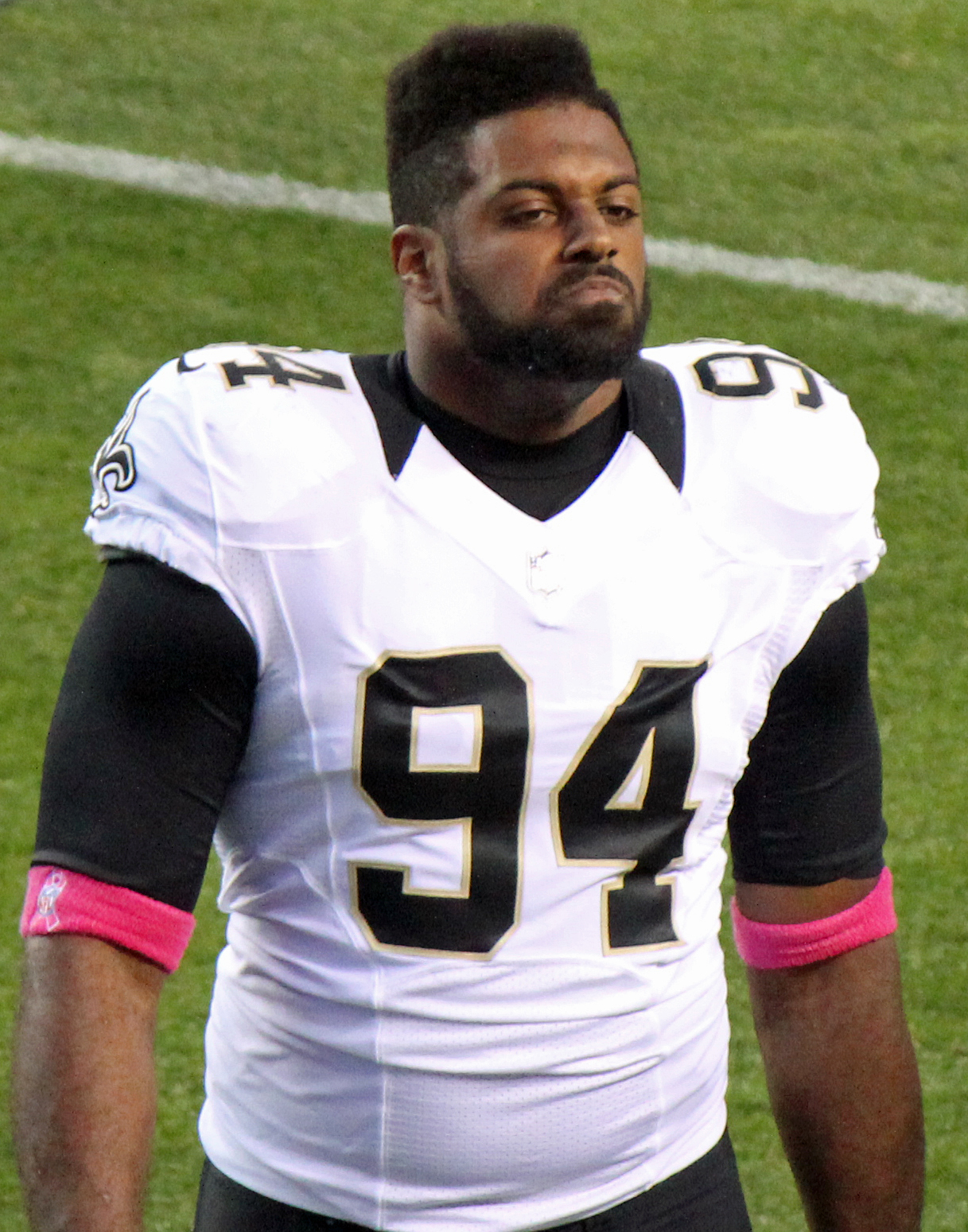
Cameron Jordan (* 1989)

- Jordan, Camille (1838–1922), französischer Mathematiker
- Jordan, Carl (1826–1907), deutscher Maler
- Jordan, Carl August (1793–1871), deutscher Pfarrer und Politiker
- Jordan, Carlo (1951–2023), deutscher Bürgerrechtler, DDR-Umweltaktivist, Historiker, Politiker (Bündnis 90/Die Grünen), MdACarlo Jordan (1951–2023)

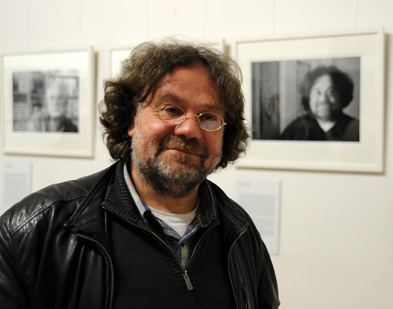
Carlo Jordan (1951–2023)

- Jordan, Carole (* 1941), britische Astronomin und Astrophysikerin
- Jordan, Cathy (* 1972), irische Folkmusikerin und Songwriterin
- Jordan, Charles (1915–1986), kanadischer Sänger und Gesangspädagoge
- Jordan, Charles Étienne (1700–1745), Prediger, Gelehrter, Berater Friedrichs des Großen, Freimaurer
- Jordan, Charley (1890–1954), US-amerikanischer Blues-Sänger, Gitarrist und Songschreiber
- Jordan, Charlotte (* 1994), britische Schauspielerin
- Jordan, Chester B. (1839–1914), US-amerikanischer Politiker
- Jordan, Chris (* 1963), US-amerikanischer Filmemacher, Fotograf und Umweltaktivist
- Jordan, Chris (* 1988), englischer Cricketspieler
- Jordan, Chuck (1927–2010), US-amerikanischer Automobildesigner
- Jordan, Clarence (1912–1969), US-amerikanischer Farmer und Bibelübersetzer
- Jordan, Claude Thomas Alexis (1814–1897), französischer Botaniker
- Jordan, Clifford (1931–1993), US-amerikanischer Jazz-Saxophonist und Flötist
- Jordan, Conrad N. (1830–1903), US-amerikanischer Bankier und Regierungsbeamter

###### Jordan, D
- Jordan, David (* 1985), britischer Popsänger und Songwriter
- Jordan, David Starr (1851–1931), US-amerikanischer Zoologe, Ichthyologe, Botaniker, Eugeniker und Friedensaktivist
- Jordan, DeAndre (* 1988), US-amerikanischer Basketballspieler
- Jordan, Denham († 1920), britischer Handwerker, Zeichner und Naturschriftsteller
- Jordan, Dion (* 1990), US-amerikanischer American-Football-Spieler
- Jordan, Dixie Boy (1906–1987), US-amerikanischer Country-Musiker
- Jordan, Don (1934–1997), US-amerikanischer Boxer im Weltergewicht
- Jordan, Don F. (1941–2023), US-amerikanischer Journalist
- Jordan, Dorothea (1761–1816), irische Schauspielerin, Mätresse des späteren Königs Wilhelm IV.
- Jordan, Dorothy (1906–1988), US-amerikanische Schauspielerin
- Jordan, Duke (1922–2006), US-amerikanischer Jazz-Pianist

###### Jordan, E
- Jordan, Eddie (1948–2025), irischer Automobilrennfahrer, Motorsportmanager und Formel-1-TeambesitzerEddie Jordan (1948–2025)

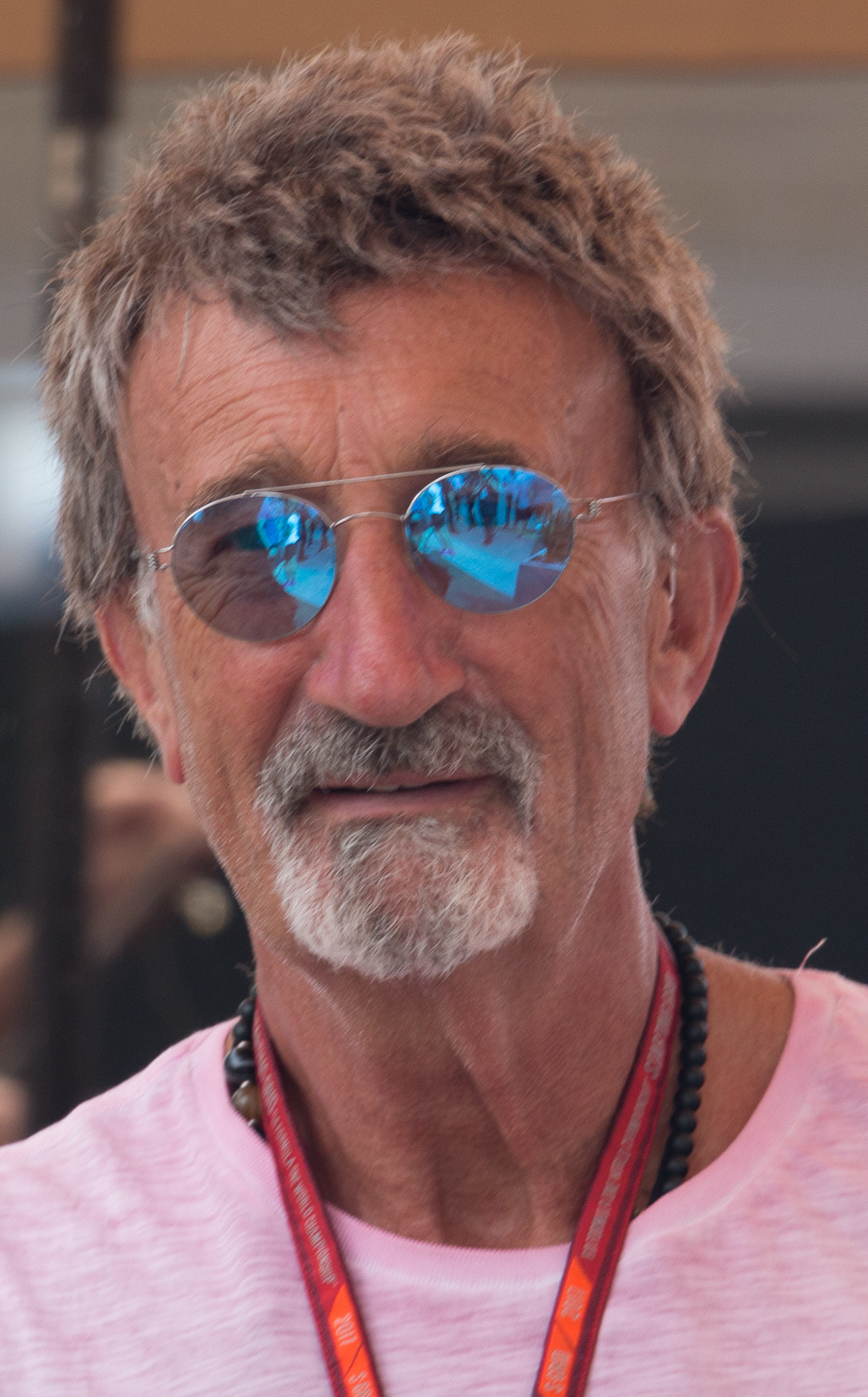
Eddie Jordan (1948–2025)

- Jordan, Edward G. (1930–2001), amerikanischer Manager
- Jordan, Edward James (1929–2016), britischer Ingenieur und Erfinder
- Jordan, Edwin O. (1866–1936), US-amerikanischer Mikrobiologe
- Jordan, Egon von (1902–1978), österreichischer Schauspieler
- Jordan, Elizabeth (* 1997), britische Paracyclerin
- Jordan, Emil von (1840–1922), königlich preußischer Ehren-Landesältester
- Jordan, Emilia (* 2005), deutsche Volleyballspielerin
- Jordan, Erich (1912–1997), deutscher Politiker (SPD), MdL
- Jordan, Erika (* 1982), US-amerikanische Schauspielerin und Model
- Jordan, Ernst (1858–1924), deutscher Theater-, Dekorations- und Architekturmaler sowie Hochschullehrer
- Jordan, Ernst (1883–1948), deutscher Fußballspieler
- Jordan, Erwin (* 1953), deutscher Politiker (Bündnis 90/Die Grünen)
- Jordán, Esteban († 1598), spanischer Bildhauer
- Jordan, Esteban (1939–2010), US-amerikanischer Blues-, Tejano-, Conjunto- und Latin Jazz-Akkordeonist

###### Jordan, F
- Jordan, Felix (* 1998), deutscher Schauspieler
- Jordan, Frank (* 1964), deutscher Schauspieler und Hörspielsprecher
- Jordan, Frank W. (1881–1941), englischer Physiker
- Jordan, Franziskus Maria vom Kreuze (1848–1918), katholischer Priester und Ordensgründer sowie Seliger der katholischen KircheFranziskus Maria vom Kreuze Jordan (1848–1918)

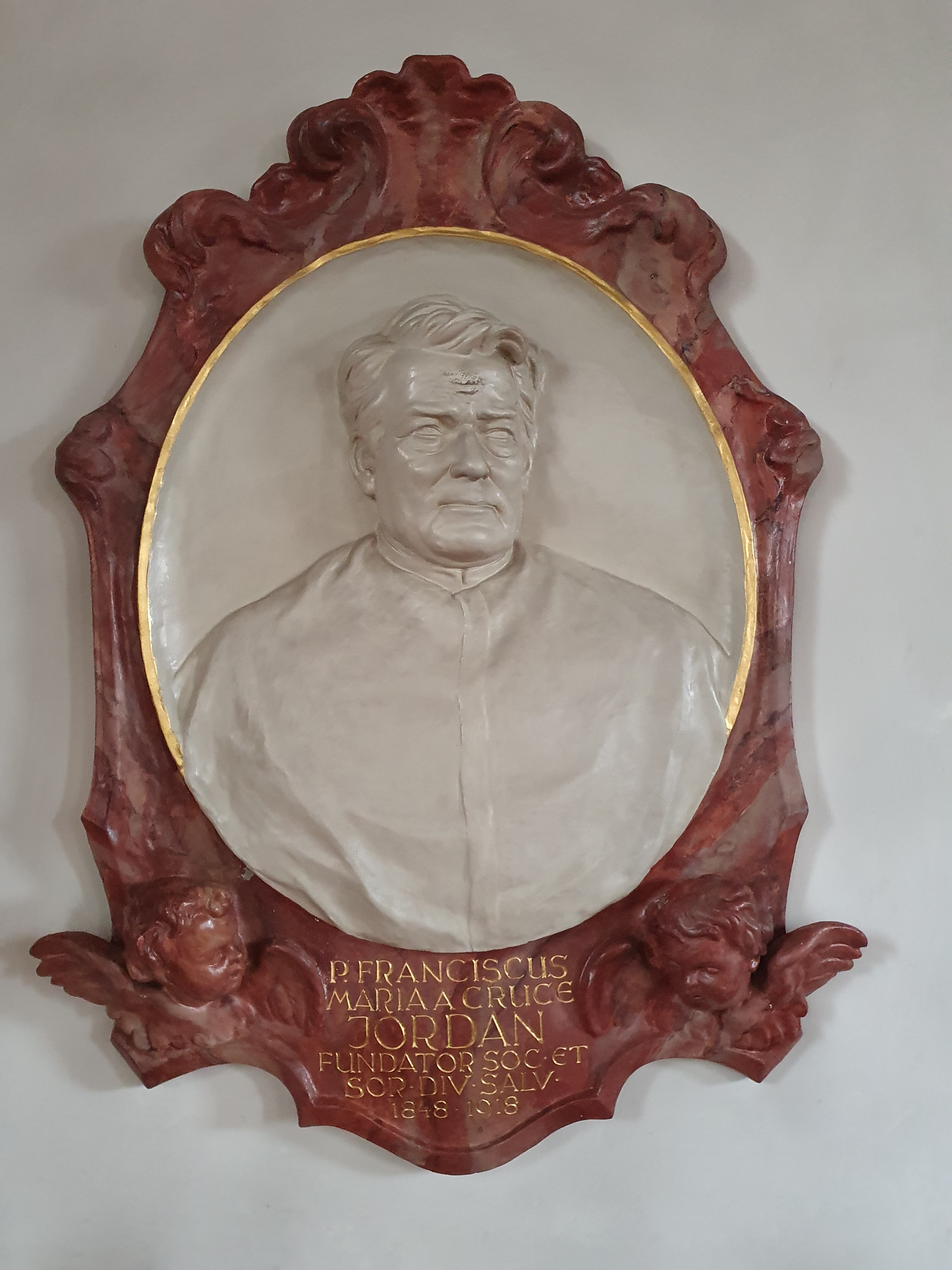
Franziskus Maria vom Kreuze Jordan (1848–1918)

- Jordan, Fred (1925–2021), österreichisch-amerikanischer Verleger

###### Jordan, G
- Jordán, Germán (1890–1932), bolivianischer Oberstleutnant
- Jordan, Glenn (* 1936), US-amerikanischer Filmregisseur und Filmproduzent
- Jordan, Gottfried (1791–1860), deutscher Unternehmer
- Jordan, Gregor (* 1966), australischer Regisseur, Drehbuchautor
- Jordan, Günter (* 1941), deutscher Dokumentarfilmer und Autor

###### Jordan, H
- Jordan, Hamilton (1944–2008), US-amerikanischer Politikberater
- Jordan, Hanna (1921–2014), deutsche Bühnen- und Kostümbildnerin
- Jordan, Hans (1848–1923), deutscher Bankier, Unternehmer und Mäzen
- Jordan, Hans (1892–1975), deutscher General der Infanterie im Zweiten Weltkrieg
- Jordan, Hans (1910–1978), österreichischer Wienerlieder-Sänger
- Jordan, Hans Henning (1905–1979), deutscher Lautenbauer
- Jordan, Hans-Heinrich (1948–2019), deutscher Politiker (CDU), MdB
- Jordan, Hans-Otto (* 1954), deutscher Fußballspieler
- Jordan, Heinz (1906–1982), deutscher Elektroingenieur und Hochschullehrer
- Jordan, Heinz (1933–2017), deutscher Jurist und Hochschullehrer, Präsident des Oberlandesgericht Karlsruhe
- Jordan, Hendrich (1841–1910), sorbischer Lehrer und Volkskundler
- Jordan, Henri (1833–1886), deutscher Klassischer Philologe
- Jordan, Henry (1935–1977), US-amerikanischer American-Football-Spieler und Konzertveranstalter
- Jordan, Henry Paul (1897–1983), deutsch-amerikanischer Diplomat
- Jordan, Henryk (1842–1907), polnischer Arzt und Professor für Obstetrik
- Jordan, Herbert (1919–1991), deutscher Internist und Balneologe
- Jordan, Hermann (1808–1887), deutscher Mediziner
- Jordan, Hermann (1878–1922), deutscher evangelischer Geistlicher und Hochschullehrer
- Jordan, Hermann (1900–1945), deutscher Luftwaffen- und Marineoffizier, zuletzt Kapitän zur See der Kriegsmarine
- Jordan, Hermann Jacques (1877–1943), deutscher Zoologe und Physiologe, Hochschullehrer in Utrecht
- Jordan, Hieronymus (1617–1657), deutscher Mediziner und Schriftsteller
- Jordan, Horst (1923–2006), deutscher Journalist und Dolmetscher

###### Jordan, I
- Jordan, Isaac M. (1835–1890), US-amerikanischer Jurist und Politiker (Demokratische Partei)

###### Jordan, J
- Jordan, James (* 1979), US-amerikanischer Schauspieler
- Jordan, Jan Pětr (1818–1891), sorbischer Wissenschaftler und Philosoph
- Jordan, Jared (* 1984), US-amerikanischer Basketballspieler
- Jordan, Jason (* 1988), US-amerikanischer Wrestler
- Jordan, Jeanne, US-amerikanische Dokumentarfilmerin
- Jordan, Jeff (* 1956), US-amerikanischer Bobfahrer
- Jordan, Jenny Johnson (* 1973), US-amerikanische Beachvolleyballspielerin
- Jordan, Jens (* 1943), deutscher Politiker (FDP), MdB, MdL
- Jordan, Jens (* 1969), deutscher Mediziner
- Jordan, Jeremy (* 1984), US-amerikanischer Schauspieler, Musicaldarsteller, Sänger und MusikerJeremy Jordan (* 1984)

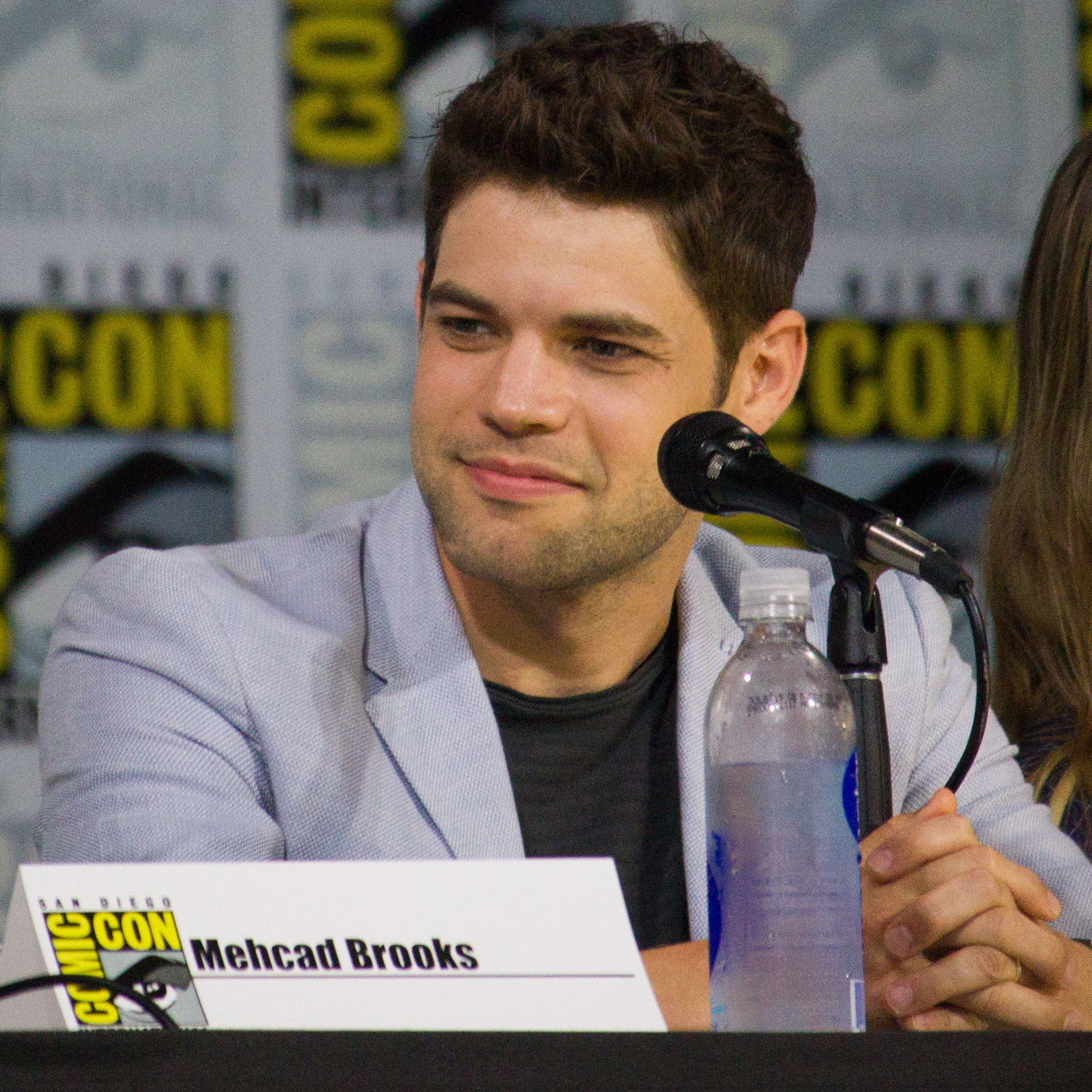
Jeremy Jordan (* 1984)

- Jordan, Jessica (* 1984), bolivianische Schönheitskönigin, Miss Bolivien 2006
- Jordan, Jewel (1891–1975), US-amerikanische Politikerin (Demokratische Partei)
- Jordan, Jim (* 1964), US-amerikanischer Politiker (Republikanische Partei)
- Jordán, Joan (* 1994), spanischer Fußballspieler
- Jordan, Joanne (1920–2009), US-amerikanische Schauspielerin
- Jordan, Joe (* 1951), schottischer Fußballspieler und -trainer
- Jordan, Johann († 1565), Fürstbischof von Sitten
- Jordan, Johann Ludwig (1771–1853), deutscher Mediziner, Mineraloge, Lehrer und Naturforscher
- Jordan, Johann Ludwig (1791–1874), deutscher Unternehmer und Politiker
- Jordan, Johann Ludwig von (1773–1848), preußischer Diplomat
- Jordan, John J., US-amerikanischer Schauspieler
- Jordan, Jonathan (* 2000), Schweizer Beachvolleyballspieler
- Jordan, Jörg (* 1939), hessischer Politiker (SPD) und hessischer Staatsminister
- Jordan, Joy (* 1935), britische Mittelstreckenläuferin
- Jordan, Judy (* 1945), US-amerikanische Schauspielerin
- Jordan, Jules (* 1972), US-amerikanischer Pornoregisseur, -darsteller und -produzentJules Jordan (* 1972)

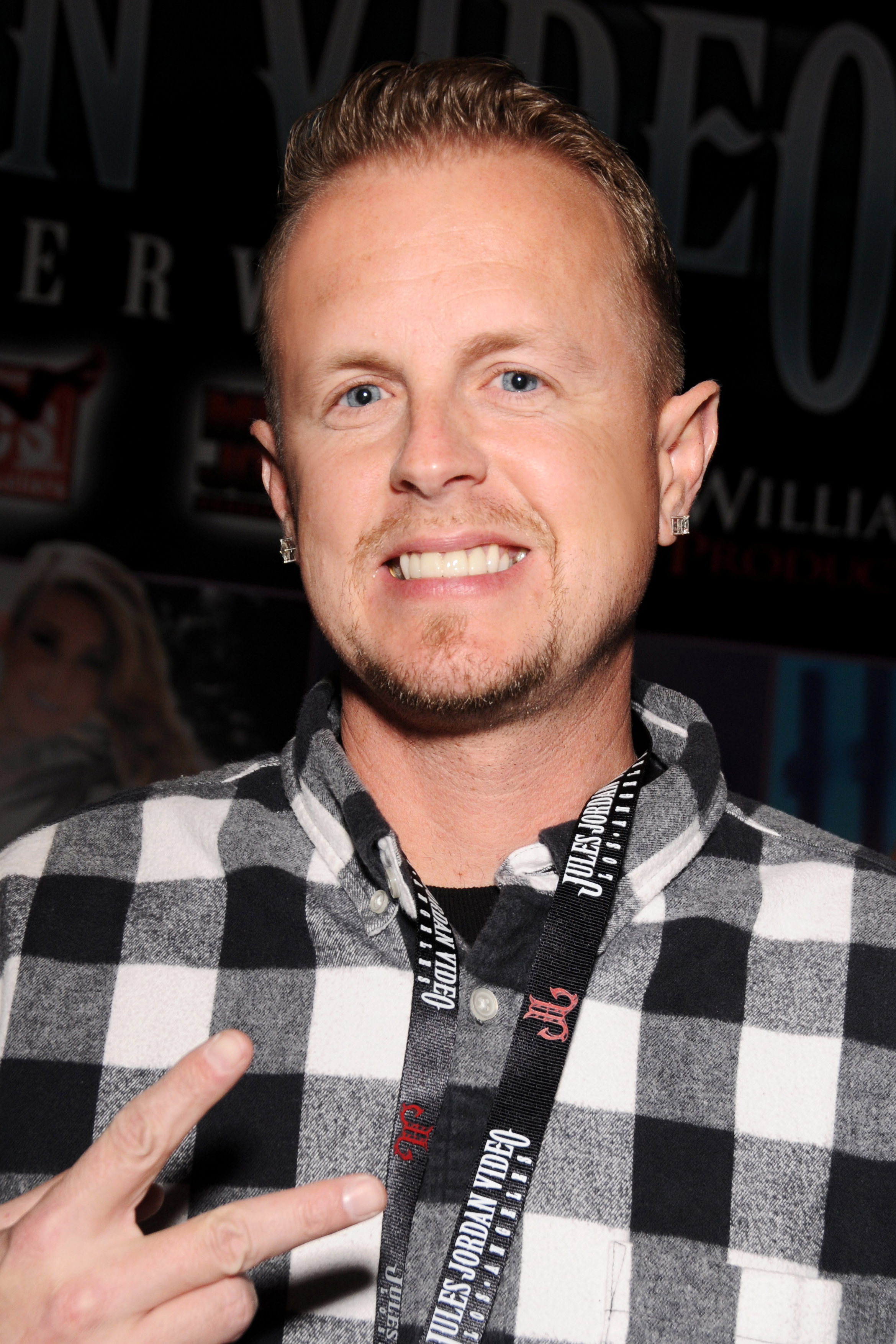
Jules Jordan (* 1972)

- Jordan, Julian (* 1995), niederländischer DJ
- Jordan, Julius (1808–1886), Beamter, MdR im Norddeutschen Bund
- Jordan, Julius (1813–1893), preußischer Beamter, Mitglied der Frankfurter Nationalversammlung
- Jordan, Julius (1877–1945), deutscher Vorderasiatischer Archäologe
- Jordan, June (1936–2002), US-amerikanische Schriftstellerin und Aktivistin

###### Jordan, K
- Jordan, Kacey (* 1988), US-amerikanische Pornodarstellerin
- Jordán, Karina (* 1985), peruanische Schauspielerin
- Jordan, Karl (1822–1889), deutscher Bürgermeister und Abgeordneter
- Jordan, Karl (1861–1959), deutscher und englischer Entomologe
- Jordan, Karl (1863–1946), österreichischer Genre- und Historienmaler
- Jordan, Karl (1888–1972), deutscher Turner und Zoologe
- Jordan, Karl (1907–1984), deutscher Historiker
- Jordan, Károly (1871–1959), ungarischer Mathematiker und Statistiker
- Jordan, Kathleen, amerikanische Fernsehautorin und Showrunnerin
- Jordan, Kathy (* 1959), US-amerikanische Tennisspielerin
- Jordan, Kent (* 1958), amerikanischer Flötist des Modern Jazz
- Jordan, Kidd (1935–2023), US-amerikanischer Jazz- und R&B-Musiker (Klarinetten, Saxophone)
- Jordan, Klaus-Günther (1940–2011), deutscher Ruderer

###### Jordan, L
- Jordan, Lamar (* 1994), US-amerikanischer American-Football-Spieler
- Jordan, Laura (* 1977), kanadische Schauspielerin
- Jordan, Leander (* 1977), US-amerikanischer American-Football-Spieler
- Jordan, Lee Roy (* 1941), US-amerikanischer American-Football-Spieler
- Jordan, Leo (1874–1940), deutscher Romanist, Mediävist, Philosoph und Sprachwissenschaftler
- Jordan, Leonard B. (1899–1983), US-amerikanischer Politiker und Gouverneur des Bundesstaates Idaho (1951–1955)
- Jordan, Leslie (1955–2022), US-amerikanischer Schauspieler
- Jordan, Louis (1837–1902), deutscher Landwirt und Politiker, MdR
- Jordan, Louis (1908–1975), US-amerikanischer Saxophonist
- Jordan, Louis André (1755–1834), deutsch-französischer Textil-Unternehmer und Bankier
- Jordan, Ludwig Alexander von (1806–1889), deutscher Jurist und Politiker
- Jordan, Ludwig Andreas (1811–1883), deutscher Politiker, MdR und Winzer
- Jordan, Ludwig von (1849–1941), deutscher Maler, Illustrator und Schriftsteller
- Jordan, Luke (1892–1952), US-amerikanischer Blues-Gitarrist und Sänger
- Jordan, Luna (* 2001), deutsche SchauspielerinLuna Jordan (* 2001)

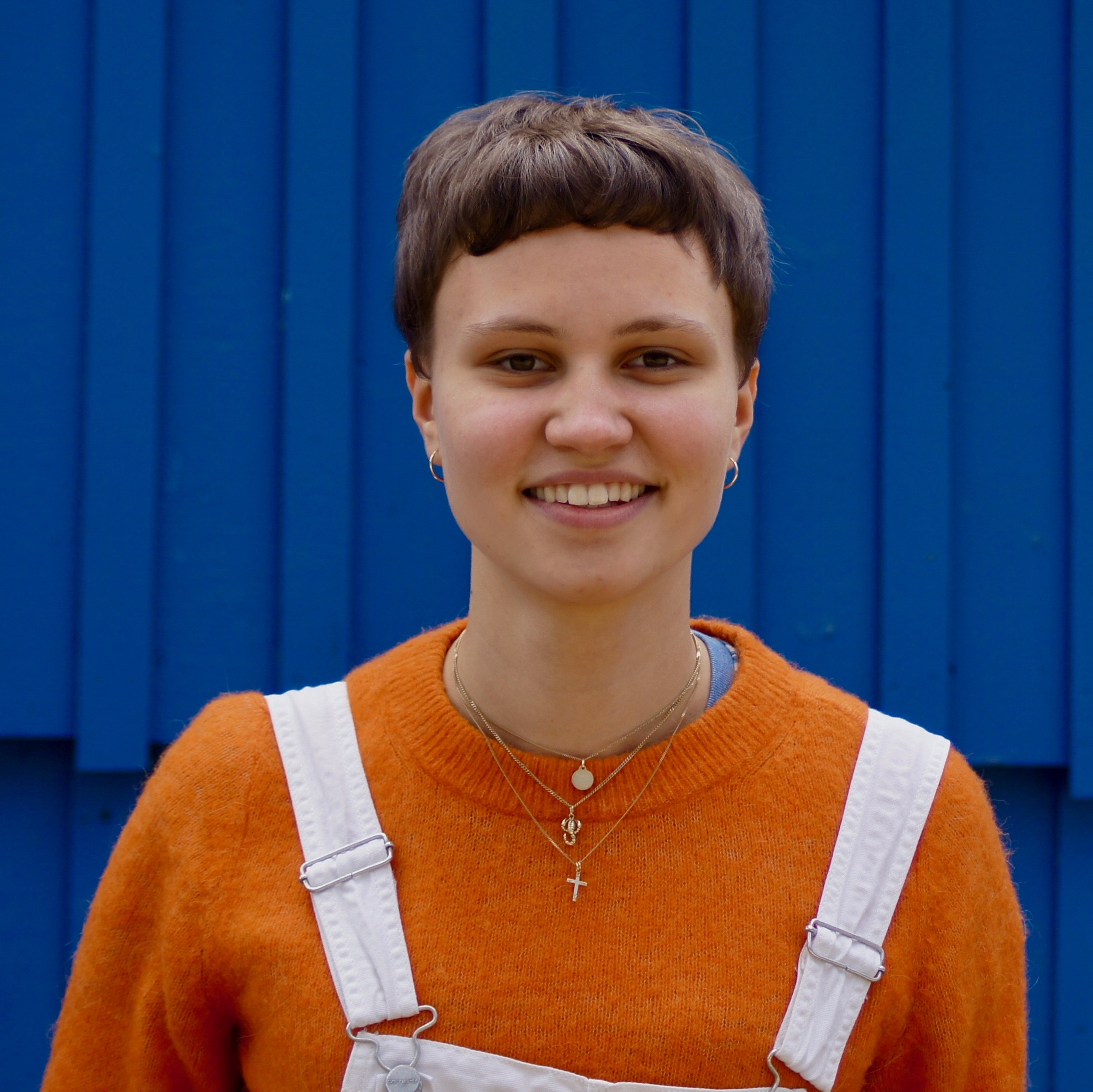
Luna Jordan (* 2001)

###### Jordan, M
- Jordan, Manfred (1929–1996), deutscher Schriftsteller und Drehbuchautor
- Jordan, Marco (* 1988), deutscher Fußballspieler
- Jordan, Marie (* 1988), Schauspielerin, Regisseurin, Autorin
- Jordan, Mark (* 1953), US-amerikanischer Schriftsteller und Theologe
- Jordan, Marlon (* 1970), amerikanischer Jazztrompeter
- Jordan, Marsha, amerikanische Filmschauspielerin und Pin-up-Girl
- Jordan, Martin (1897–1945), deutscher Politiker (NSDAP), MdR
- Jordan, Martin Ludwig von (1762–1833), preußischer Landrat
- Jordan, Mary Catherine (* 1960), US-amerikanische Journalistin und Autorin
- Jordan, Max (1837–1906), deutscher Kunsthistoriker
- Jordan, Max August (1818–1892), deutscher Chemiker und Chemie-Fabrikant
- Jordan, Michael (* 1963), US-amerikanischer Basketballspieler
- Jordan, Michael (* 1972), deutscher Comic-Zeichner, Künstler, Illustrator
- Jordan, Michael B. (* 1987), US-amerikanischer SchauspielerMichael B. Jordan (* 1987)

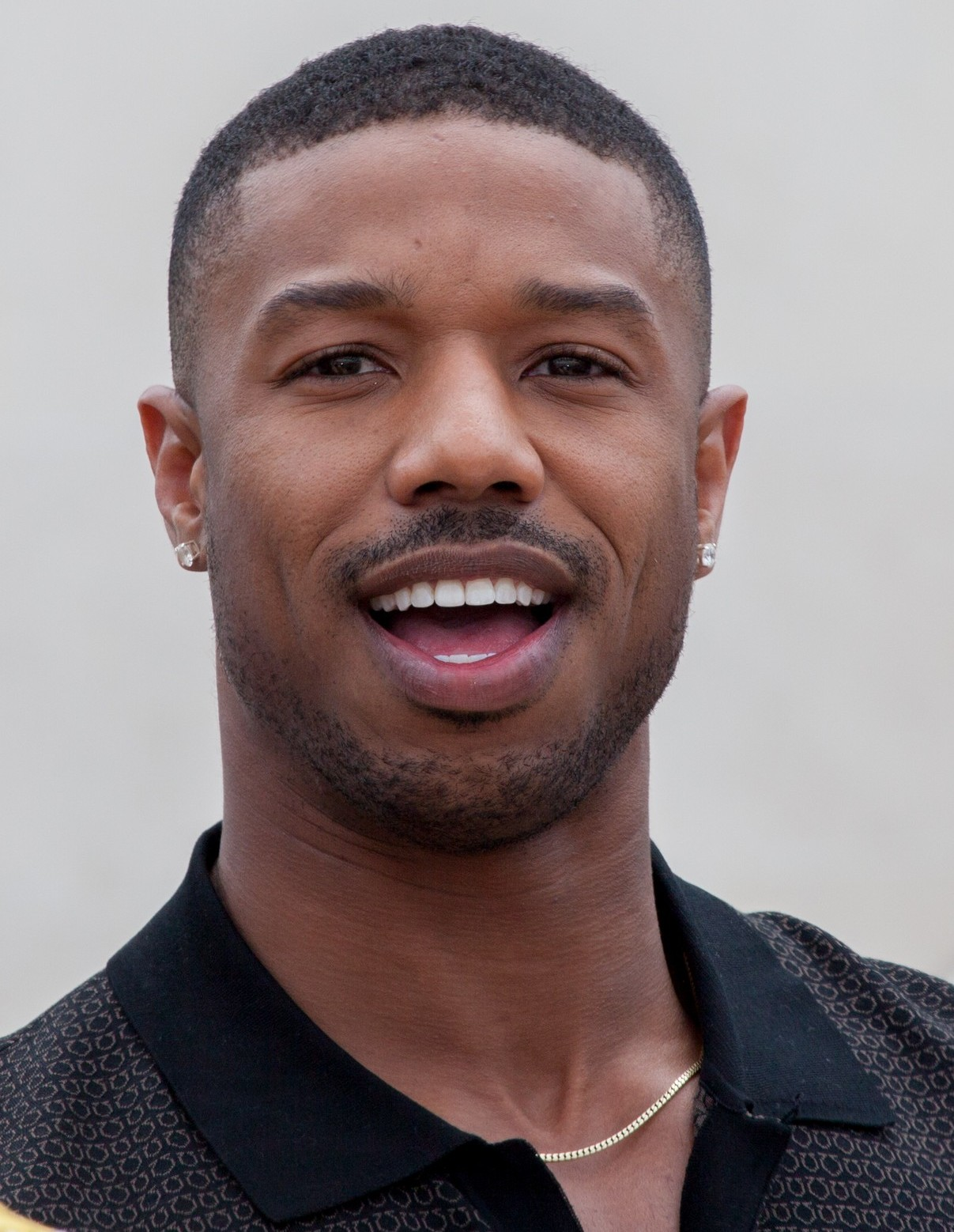
Michael B. Jordan (* 1987)

- Jordan, Michael I. (* 1956), US-amerikanischer Informatiker
- Jordan, Michael-Hakim (* 1977), US-amerikanischer Basketballspieler
- Jordán, Michal (* 1990), tschechischer Eishockeyspieler
- Jordan, Michel (* 1948), Schweizer Musikpädagoge, Organist und Chorleiter
- Jordan, Montana (* 2003), US-amerikanischer Schauspieler
- Jordan, Montell (* 1968), US-amerikanischer R&B-Sänger, Produzent und Songschreiber

###### Jordan, N
- Jordan, Neil (* 1950), irischer Filmregisseur, Drehbuchautor, Produzent und Schriftsteller
- Jordan, Nicolas (* 1995), Schweizer Unihockeyspieler

###### Jordan, O
- Jordan, Oliver (* 1958), deutscher Maler
- Jordan, Orlando (* 1974), US-amerikanischer Wrestler
- Jordan, Otto (1856–1937), deutscher Chemiker, Fabrikant und Wirtschaftsmanager

###### Jordan, P
- Jordan, Pallo (* 1942), südafrikanischer Politiker
- Jordan, Pascual (1902–1980), deutscher theoretischer Physiker und Politiker (CDU), MdBPascual Jordan (1902–1980)

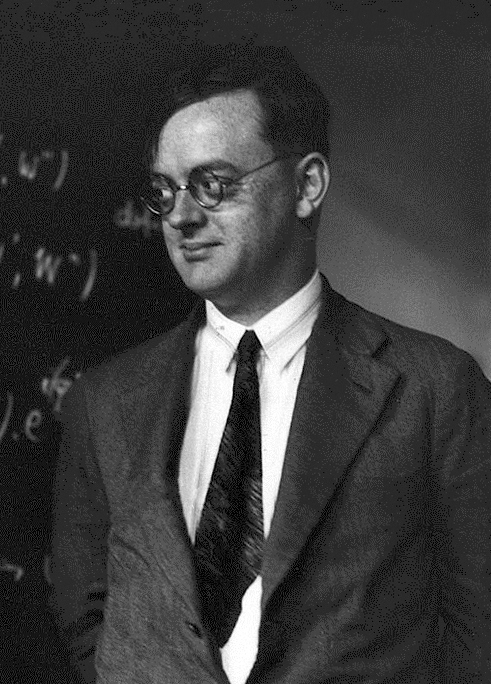
Pascual Jordan (1902–1980)

- Jordan, Paul (1876–1966), deutscher Architekt, Stadtplaner und kommunaler Baubeamter
- Jordan, Paul (1910–2000), deutscher Generalmajor des Heeres
- Jordan, Paul, US-amerikanischer Jazzmusiker, Komponist und Arrangeur
- Jordan, Paul von (1831–1870), deutscher Verwaltungsbeamter
- Jordan, Paula (1889–1941), Galeristin in München, wurde deportiert und im KZ Kaunas 1941 ermordet
- Jordan, Paula (1896–1986), deutsche Buchillustratorin, Autorin und Malerin
- Jordan, Paulette (* 1979), amerikanische Politikerin (Demokratische Partei)
- Jordan, Payton (1917–2009), US-amerikanischer Leichtathletiktrainer
- Jordan, Pearson (1950–2020), barbadischer Leichtathlet (Sprint)
- Jordan, Penny (1946–2011), britische Romanautorin
- Jordan, Peter, deutscher Buchdrucker in Mainz
- Jordan, Peter (1751–1827), österreichischer Agrarwissenschaftler
- Jordan, Peter (* 1967), deutscher Schauspieler, Hörspiel- sowie Hörbuchsprecher und TheaterregisseurPeter Jordan (* 1967)

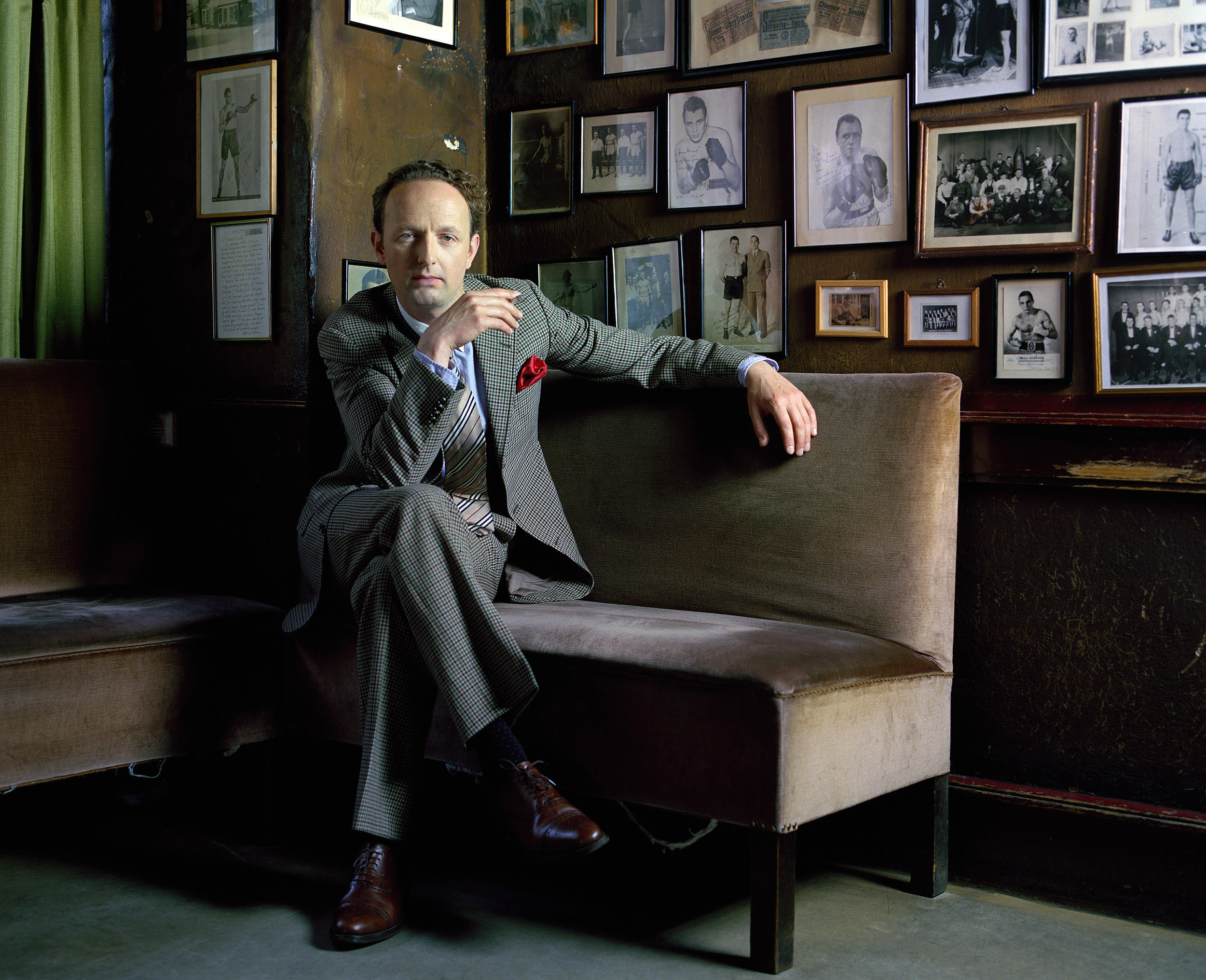
Peter Jordan (* 1967)

- Jordan, Peter August (1864–1938), Mitglied des Provinziallandtages der Provinz Hessen-Nassau
- Jordan, Philippe (* 1974), Schweizer Dirigent
- Jordan, Praveen (* 1993), indonesischer Badmintonspieler

###### Jordan, R
- Jordan, Rainer (1943–2019), deutscher Theaterschauspieler
- Jordan, Raymond (* 1986), US-amerikanischer Ringer
- Jordan, Raymond E. (1895–1967), US-amerikanischer Politiker
- Jordan, Richard (1847–1922), österreichischer Architekt und Baumeister
- Jordan, Richard (1902–1994), britischer Offizier der Luftstreitkräfte des Vereinigten Königreichs
- Jordan, Richard (1937–1993), US-amerikanischer Schauspieler
- Jordan, Rick J. (* 1968), deutscher Sounddesigner, Toningenieur, Komponist und Musikproduzent
- Jordan, Robert (1885–1970), deutscher Lehrer, Journalist und Schriftsteller
- Jordan, Robert (1948–2007), amerikanischer Fantasy-Schriftsteller
- Jordan, Robert B. (1932–2020), US-amerikanischer Politiker
- Jordan, Ronny (1962–2014), britischer Jazzmusiker
- Jordan, Rudolf (1810–1887), deutscher Maler
- Jordan, Rudolf (1902–1988), deutscher Politiker (NSDAP), MdR, Gauleiter

###### Jordan, S
- Jordan, Samuel Ephraim († 1788), deutscher Jurist und Amtmann
- Jordan, Sass (* 1962), kanadische Rock- und Hardrock-Sängerin
- Jordan, Shaun (* 1968), US-amerikanischer Schwimmer
- Jordan, Shay (* 1985), US-amerikanische Pornodarstellerin
- Jordan, Sheila (1928–2025), US-amerikanische Jazz-SängerinSheila Jordan (1928–2025)

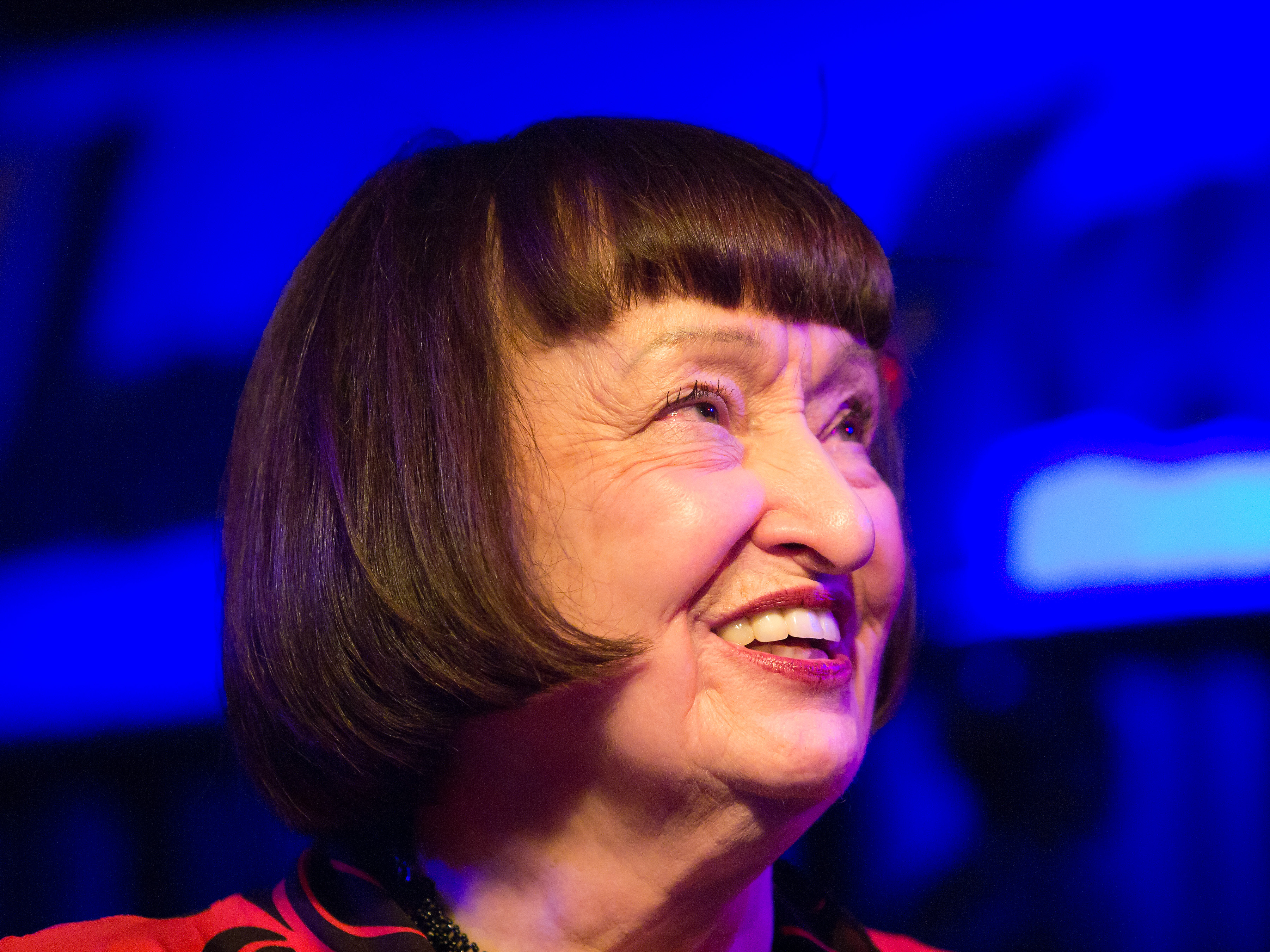
Sheila Jordan (1928–2025)

- Jordan, Sherryl (1949–2023), neuseeländische Jugendbuchautorin
- Jordan, Siegfried (1929–2024), deutscher Komponist, Texter, Arrangeur, Musiker, Sänger, Orchesterleiter, Redakteur, Moderator und Produzent
- Jordan, Spytek Wawrzyniec (1518–1568), polnischer Adeliger, Starost und Woiwode
- Jordan, Stanley (* 1959), US-amerikanischer Jazz-Gitarrist
- Jordan, Stefan, deutscher Physiker, Astronom und Hochschullehrer
- Jordan, Stefan (* 1967), deutscher Historiker
- Jordan, Steve (1919–1993), US-amerikanischer Jazz-Gitarrist
- Jordan, Steve (* 1957), US-amerikanischer Produzent, Songschreiber und MusikerSteve Jordan (* 1957)

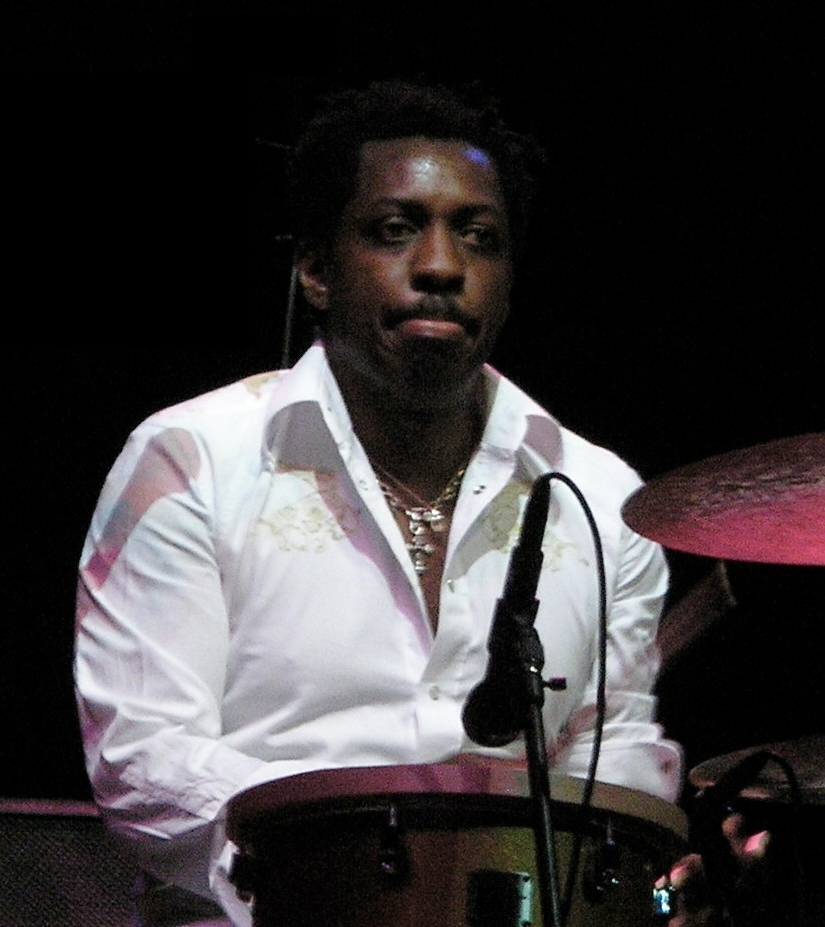
Steve Jordan (* 1957)

- Jordan, Susanne, deutsche Gesundheitswissenschaftlerin
- Jordan, Suzette (1974–2015), indische Aktivistin
- Jordan, Sverre (1889–1972), norwegischer Komponist und Pianist
- Jordan, Sylvester (1792–1861), deutsch-österreichischer Jurist und Politiker

###### Jordan, T
- Jordan, Taft (1915–1981), US-amerikanischer Jazz-Trompeter des Swing
- Jordan, Thierry (* 1943), französischer Geistlicher, emeritierter Erzbischof von Reims
- Jordan, Thomas (1540–1586), siebenbürgischer Mediziner
- Jordan, Thomas (* 1949), deutscher Leichtathlet
- Jordan, Thomas (* 1963), Schweizer Ökonom und Mitglied des Direktoriums der Schweizerischen Nationalbank
- Jordan, Thomas H. (* 1948), US-amerikanischer Geophysiker
- Jordan, Timothée (* 1865), britischer Cricketspieler
- Jordan, Tony (1934–2025), englischer Badmintonspieler

###### Jordan, V
- Jordan, V. Craig (1947–2024), britisch-US-amerikanischer Pharmakologe

###### Jordan, W
- Jordan, Wilhelm († 1462), deutscher Kaufmann und Bürgermeister von Danzig (1454–1461)
- Jordan, Wilhelm (1819–1904), deutscher Schriftsteller und Politiker
- Jordan, Wilhelm (1842–1899), deutscher Geodät und Mathematiker
- Jordan, Wilhelm (1871–1927), deutscher Maler, Zeichner, Illustrator und Zeichenlehrer
- Jordan, Wilhelm Friedrich von (1775–1841), königlich-bayerischer Kammerherr und Generalleutnant
- Jordan, William (1898–1968), US-amerikanischer Rudersportler
- Jordan, William (* 1937), US-amerikanischer Schauspieler
- Jordan, William B. (1940–2018), US-amerikanischer Kunsthistoriker
- Jordan, William Joseph (1879–1959), neuseeländischer Politiker, 11. Präsident der New Zealand Labour Party, 7. High Commissioner Neuseelands im Vereinigten Königreich
- Jordan, William, Baron Jordan (* 1936), britischer Ökonom und Politiker
- Jordan, Winifred (1920–2019), britische Sprinterin
- Jordan, Wolfgang (* 1966), deutscher Offizier, Brigadegeneral der Bundeswehr

###### Jordana
- Jordana, Camélia (* 1992), französische Sängerin und SchauspielerinCamélia Jordana (* 1992)

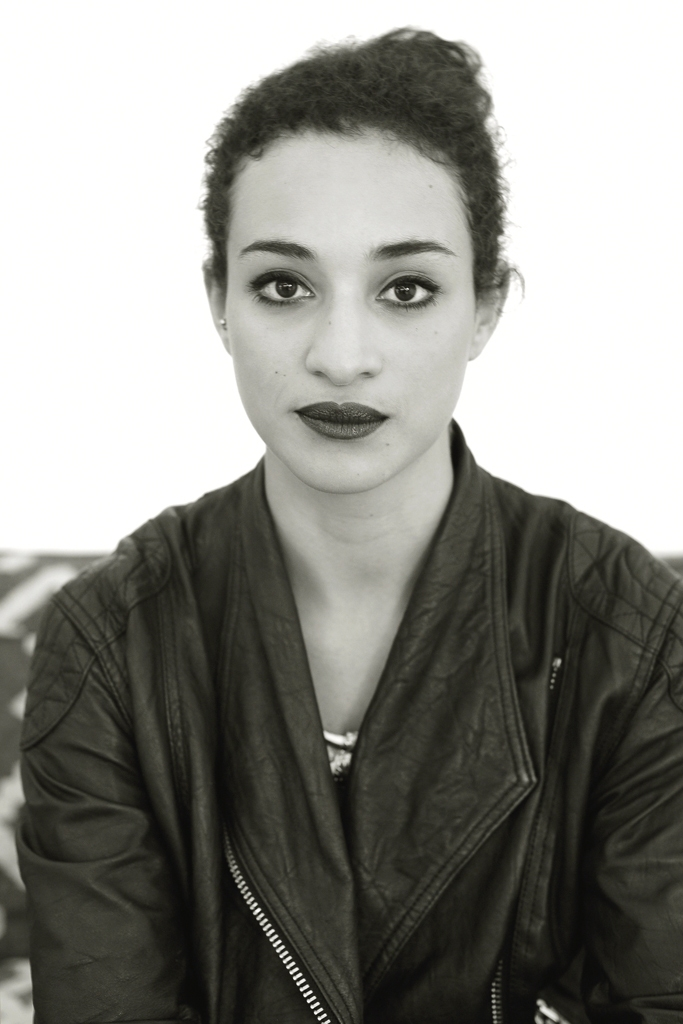
Camélia Jordana (* 1992)

###### Jordane
- Jordanes, oströmischer Historiker
- Jordanes († 984), erster Bischof von Polen

###### Jordani
- Jordania, Vakhtang (1942–2005), georgisches Dirigent

###### Jordano
- Jordanoff, Assen (1896–1967), bulgarisch-US-amerikanischer Luftfahrtpionier
- Jordanov, Edisson (* 1993), bulgarisch-deutscher Fußballspieler
- Jordánová, Anna (1877–1948), tschechische Opernsängerin (Sopran)
- Jordanova, Ludmilla (* 1949), britische Historikerin
- Jordanova, Vera (* 1975), finnische Schauspielerin und Fotomodell
- Jordanovski, Ljupčo (1953–2010), mazedonischer Politiker und Seismologe
- Jordanow, Aleksandar (* 1952), bulgarischer Politiker
- Jordanow, Daki (1893–1978), bulgarischer Botaniker
- Jordanow, Georgi (* 1934), bulgarischer Politiker
- Jordanow, Ilijan (* 1989), bulgarischer Fußballspieler
- Jordanow, Iwajlo (* 1968), bulgarischer Fußballspieler
- Jordanow, Iwan (* 1947), bulgarischer Radrennfahrer
- Jordanow, Jordan (* 1952), bulgarischer Sprinter
- Jordanow, Jordan (* 1956), bulgarischer Radrennfahrer
- Jordanow, Nedjalko (* 1940), bulgarischer Schriftsteller, Dichter, Dramaturg, Regisseur und Übersetzer
- Jordanow, Preslaw (* 1989), bulgarischer Fußballspieler
- Jordanow, Stojan (* 1944), bulgarischer Fußballtorhüter
- Jordanow, Walentin (* 1960), bulgarischer Ringer
- Jordanowa, Daniela (* 1976), bulgarische Mittel- und Langstreckenläuferin
- Jordanowa, Dimana (* 1998), bulgarische Leichtathletin
- Jordanowa, Emilija (* 1989), bulgarische Biathletin
- Jordanowa, Reni (* 1953), bulgarische Ruderin
- Jordanowa, Sdrawka (* 1950), bulgarische Ruderin
- Jordanowa, Stefka (1947–2011), bulgarische Läuferin

###### Jordans
- Jordans, Adolf von (1892–1974), deutscher Ornithologe
- Jordans, Carl von (1884–1950), deutscher Privatgelehrter und Politiker
- Jordans, Johann V. († 1666), Abt des Klosters Limburg an der Haardt
- Jordans, Joseph (1771–1833), preußischer Landrat des Kreises Rheinbach
- Jordans, Theodor (1863–1953), deutscher Landwirt und Politiker (Zentrum), MdL

###### Jordanu
- Jordanus, Kartäusermönch und Kardinal
- Jordanus Catalanus de Severac († 1336), katholischer indischer Missionar und Diözesanbischof
- Jordanus de Turre, Arzt und Hochschullehrer in Montpellier
- Jordanus Nemorarius, Mathematiker
- Jordanus von Osnabrück, Kanoniker und Autor
- Jordanus, Marcus († 1595), dänischer Kartograph und Mathematiker

###### Jordany
- Jordany, Henri (1798–1887), französischer römisch-katholischer Geistlicher und Bischof

##### Jordao
- Jordão, Bruno (* 1998), portugiesischer Fußballspieler
- Jordão, Rui (1952–2019), portugiesischer Fußballspieler

#### Jorde
- Jorde, Alexander (* 1996), deutscher Gesundheits- und KrankenpflegerAlexander Jorde (* 1996)

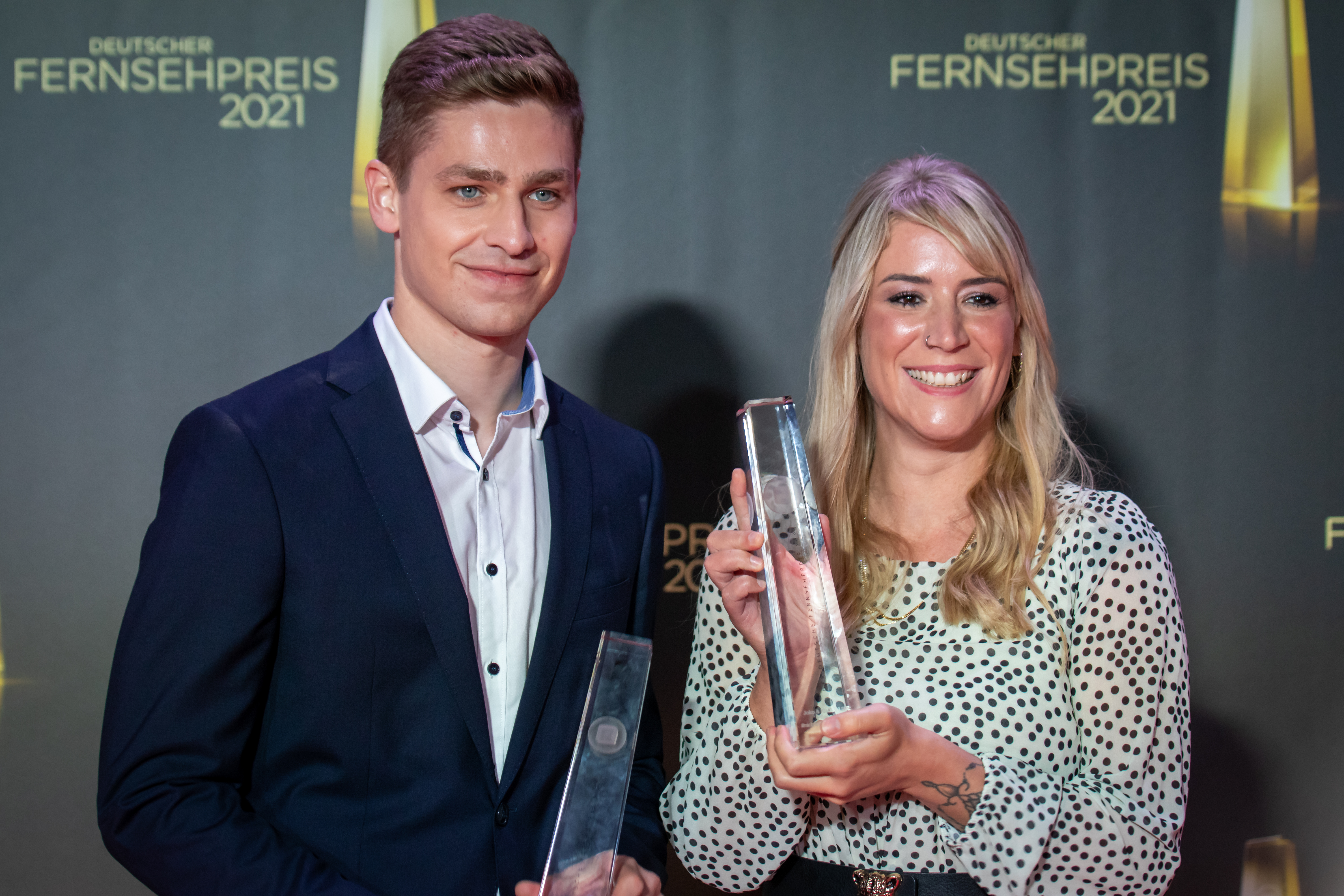
Alexander Jorde (* 1996)

- Jorde, Fritz (1856–1941), deutscher Lehrer, Lokalhistoriker und Verfasser von Reiseführern
- Jorde, Julie (* 2004), norwegische Fußballspielerin
- Jorde, Sindre Fjellheim (* 1996), norwegischer Biathlet
- Jordell, Ivan (1901–1965), schwedischer Maler
- Jordell, Johannes (1879–1958), norwegischer Sportschütze
- Jorden, Edwin J. (1863–1903), US-amerikanischer Politiker
- Jorden, Mike, US-amerikanischer Fußballtrainer
- Jördens, Andrea (* 1958), deutsche Papyrologin und Althistorikerin
- Jordens, Glenn (* 1957), südafrikanischer Fußballspieler
- Jördens, Gustav (1790–1834), deutscher Schriftsteller
- Jördens, Karl Heinrich (1757–1835), deutscher Literaturhistoriker
- Jördens, Klaus (* 1947), deutscher Radrennfahrer
- Jördens, Rolf (* 1946), deutscher Agrarwissenschaftler
- Jörder, Gerhard (* 1943), deutscher Theaterkritiker
- Jörder, Ludwig (* 1946), deutscher Politiker (SPD) und Jurist
- Jordet, Olav (* 1939), norwegischer Biathlet

#### Jordh
- Jordheim, Steven, US-amerikanischer Saxophonist und Musikpädagoge

#### Jordi
- Jordi de Sant Jordi, Kammerherr und Dichter
- Jordi El Niño Polla (* 1994), spanischer Pornodarsteller
- Jordi, Andreas (* 1961), Schweizer Maler
- Jordi, Ernst (* 1945), Schweizer Eisenplastiker und Objektkünstler
- Jordi, Eugen (1894–1983), Schweizer Grafiker, Typograf, Holzschneider, Maler und Kunstpädagoge
- Jordi, Francine (* 1977), Schweizer Schlagersängerin
- Jordi, Hansruedi (* 1945), Schweizer Jazzmusiker
- Jordi, Marc (* 1967), Schweizer Architekt, Zeichner und Bildhauer
- Jordi, Stefan (* 1971), Schweizer Politiker (SP)
- Jordi, Thomy (* 1963), Schweizer Fusionmusiker (Bass, Komposition)
- Jordier, Thomas (* 1994), französischer Leichtathlet
- Jording, August (1853–1919), deutscher Architekt und Baubeamter, Stadtbaurat in Duisburg
- Jordis, Theresa (1949–2013), österreichische Rechtsanwältin, Vorstands-, Aufsichtsrat- und Verwaltungsratsmitglied in vielen österreichischen Unternehmen
- Jordis-Lohausen, Heinrich (1907–2002), österreichischer General und Publizist
- Jordison, Joey (1975–2021), US-amerikanischer Schlagzeuger, GitarristJoey Jordison (1975–2021)

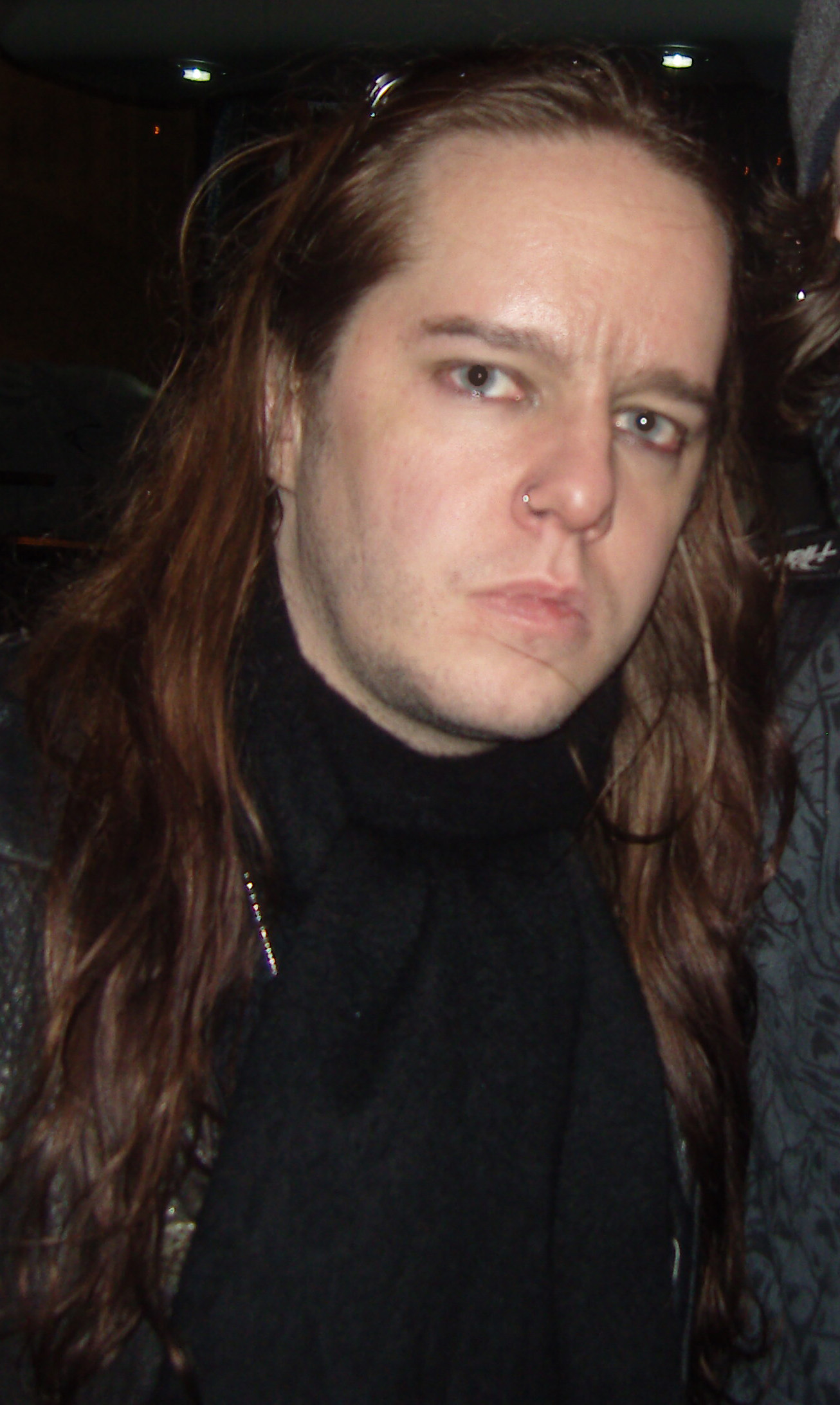
Joey Jordison (1975–2021)

#### Jordo
- Jordon, Mark (* 1965), britischer Schauspieler
- Jordon, Phil (1933–1965), US-amerikanischer Basketballspieler

#### Jordt
- Jordt, Amalie (1914–1942), deutsche Zeugin Jehovas und NS-Opfer
- Jordt, Berndt (* 1954), deutscher Fußballspieler
- Jordt, Heinrich (1917–1987), deutscher Konteradmiral der Volksmarine

#### Jordy
- Jordy (* 1988), französischer Musiker und ehemaliger Kinderschauspieler
- Jordy, Vincent (* 1961), französischer Geistlicher, römisch-katholischer Erzbischof von Tours

### Jore
- Jore, Léonce (1882–1975), französischer Kolonialbeamter
- Joreige, Khalil (* 1969), libanesischer Künstler und Filmemacher
- Jorek, Rita (* 1935), deutsche Publizistin und Kunstwissenschaftlerin
- Jorel, Alfred († 1927), französischer Bildhauer
- Jores, Arthur (1901–1982), deutscher Mediziner und Mitbegründer der wissenschaftlichen Psychosomatik
- Jores, Leonhard (1866–1935), deutscher Pathologe und Hochschullehrer
- Jöreskog, Karl Gustav (* 1935), schwedischer Statistiker
- Joret, Charles (1839–1914), französischer Philologe und Literarhistoriker

### Jorg
- Jörg von Nürnberg, deutscher Geschützgießer, Geschichtsschreiber
- Jörg von Sachsenheim (1427–1508), württembergischer Jurist
- Jörg, Aberlin, deutscher Architekt und Baumeister in Württemberg
- Jörg, Beat (* 1958), Schweizer Politiker (CVP), Landammann von Uri
- Jörg, Corinne (* 1979), Schweizer Badmintonspielerin
- Jörg, Erwin (1917–1977), deutscher Paläontologe
- Jörg, Frederik (* 1992), deutscher Basketballspieler
- Jörg, Günther W. (1927–2010), deutscher Ingenieur und Wissenschaftler
- Jörg, Hans (* 1950), deutscher Fußballspieler
- Jörg, Johann Christian (1779–1856), deutscher Mediziner
- Jörg, Josef Edmund (1819–1901), deutscher Politiker (Zentrum), MdR
- Jörg, Kevin (* 1995), Schweizer Automobilrennfahrer
- Jörg, Kilian (* 1990), österreichischer Philosoph und Künstler
- Jörg, Mauro (* 1990), Schweizer Eishockeyspieler
- Jörg, Michael (* 1979), deutscher Kameramann
- Jörg, Oliver (* 1972), deutscher Jurist, Landespolitiker (CSU), MdL
- Jörg, Peter (* 1972), Schweizer Bahn- und Straßenradrennfahrer
- Jörg, Peter Joseph (1874–1958), deutscher Verwaltungsjurist, Kommunalpolitiker und Heimatforscher
- Jörg, Richard (1908–1992), deutscher Architekt und kommunaler Baubeamter
- Jörg, Ruth (* 1934), Schweizer Germanistin
- Jörg, Sabine (* 1948), deutsche Schriftstellerin, Journalistin und bildende Künstlerin
- Jörg, Selina (* 1988), deutsche Snowboarderin
- Jörg, Thomas (* 1981), deutscher Eishockeyspieler
- Jörg, Wolfgang (* 1963), deutscher Politiker (SPD), MdL
- Jorga, Frank S. (* 1968), deutscher Unternehmer
- Jorga, Ilija (* 1940), serbischer Karate-Lehrer und Begründer des Fudokan-Karate (Sōke 10. Dan) sowie Physiologe
- Jorgačević, Bojan (* 1982), serbischer Fußballtorhüter
- Jorge Blanco, Salvador (1926–2010), dominikanischer Politiker, Staatspräsident der Dominikanischen Republik
- Jorge Pérez Evelyn (* 1952), argentinischer Bühnenkünstler
- Jorge Pesca (* 1992), spanischer Fußballspieler
- Jorge, Alberto (1950–2024), argentinischer Fußballspieler und -trainer
- Jorge, Alice (1924–2008), portugiesische Malerin, Graveurin und Keramikerin
- Jorge, Ana (* 1950), portugiesische Medizinerin und Politikerin
- Jorge, Fernando (* 1998), kubanischer Kanute
- Jorge, Francisca (* 2000), portugiesische Tennisspielerin
- Jorge, Jean-Luis (1947–2000), dominikanischer Regisseur, Drehbuchautor, Film- und Fernsehproduzent
- Jorge, Lídia (* 1946), portugiesische Schriftstellerin
- Jorge, Luíza Neto (1939–1989), portugiesische Lyrikerin und Übersetzerin
- Jorge, Matilde (* 2004), portugiesische Tennisspielerin
- Jorge, Paulo (* 1981), portugiesischer Fußballspieler
- Jorge, Paulo Teixeira (1934–2010), angolanischer Politiker
- Jorge, Ricardo (1858–1939), portugiesischer Wissenschaftler, Mediziner, Hygieniker
- Jorge, Rui (* 1973), portugiesischer Fußballspieler und -trainer
- Jorge, Seu (* 1970), brasilianischer Musiker und SchauspielerSeu Jorge (* 1970)

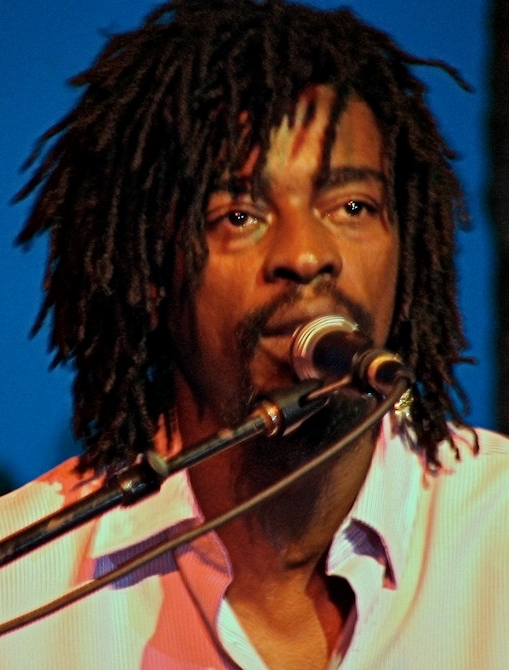
Seu Jorge (* 1970)

- Jørgen-Jensen, Elna (1890–1969), dänische Balletttänzerin
- Jörgens, Franz Ludwig (1792–1842), deutscher evangelischer Prediger und Kirchenlieddichter
- Jörgens, Karl-Heinz (1920–2015), deutscher Brigadegeneral
- Jörgens, Konrad (1926–1974), deutscher Mathematiker
- Jørgensen, Aage (1900–1972), dänischer Turner
- Jørgensen, Adolph Ditlev (1840–1897), dänischer Historiker
- Jørgensen, Aksel (1883–1957), dänischer Maler
- Jørgensen, Alfred Frøkjær (1898–1988), dänischer Turner
- Jørgensen, Alfred Ollerup (1890–1973), dänischer Turner
- Jørgensen, Amalie (* 2000), dänische Volleyballspielerin
- Jørgensen, André (* 1979), norwegischer Handballspieler und -trainer
- Jørgensen, Andreas (* 1984), dänischer Basketballspieler
- Jørgensen, Anker (1922–2016), dänischer sozialdemokratischer Politiker, Mitglied des Folketing und Ministerpräsident
- Jørgensen, Ann (* 1973), dänische Badmintonspielerin
- Jørgensen, Ann Eleonora (* 1965), dänische SchauspielerinAnn Eleonora Jørgensen (* 1965)

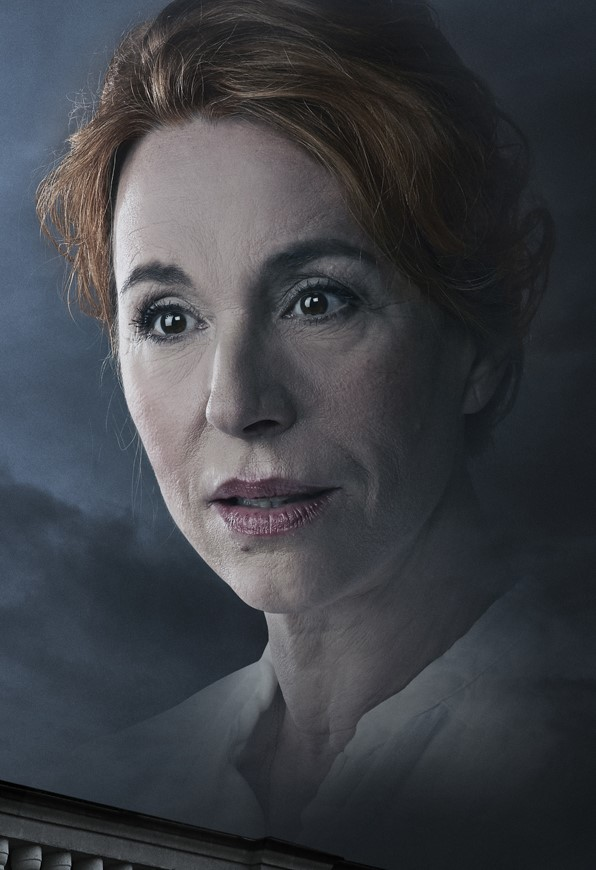
Ann Eleonora Jørgensen (* 1965)

- Jørgensen, Ann-Lou (* 1977), dänische Badmintonspielerin
- Jørgensen, Arne (1897–1989), dänischer Turner
- Jorgensen, Arnie, US-amerikanischer Comiczeichner und Grafikdesigner für Computerspiele
- Jørgensen, Bent (* 1923), dänischer Radrennfahrer
- Jørgensen, Bo Elvar (* 1963), dänischer Fußballspieler
- Jørgensen, Bodil (* 1961), dänische Schauspielerin
- Jørgensen, Carl (* 1912), dänischer Fußballschiedsrichter
- Jørgensen, Carsten (* 1970), dänischer Langstrecken- und Orientierungsläufer
- Jørgensen, Casper (* 1985), dänischer Radrennfahrer
- Jørgensen, Christen (1879–1962), dänischer Kameramann und Fotograf
- Jørgensen, Christian (* 1987), dänischer Straßenradrennfahrer
- Jorgensen, Christine (1926–1989), US-amerikanische TransfrauChristine Jorgensen (1926–1989)

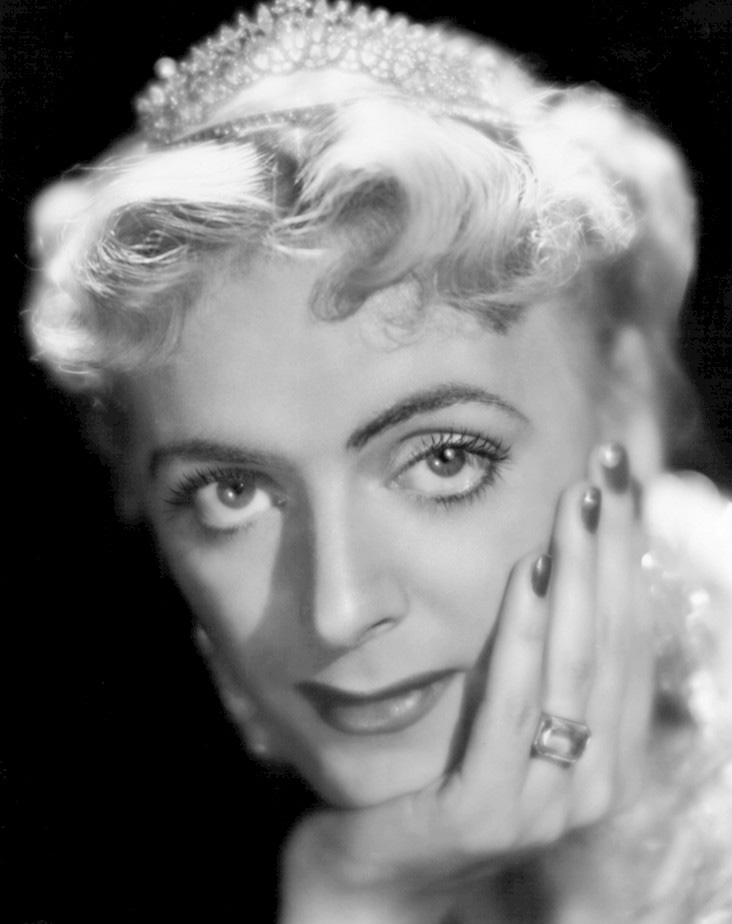
Christine Jorgensen (1926–1989)

- Jørgensen, Dan (* 1975), dänischer Politiker
- Jorgensen, Daniel (* 1968), US-amerikanischer Schwimmer
- Jorgensen, Dick (1934–1990), US-amerikanischer Schiedsrichter im American Football
- Jørgensen, Eigil (1921–2014), dänischer Diplomat
- Jørgensen, Emma (* 1996), dänische Kanutin
- Jørgensen, Erik (1920–2005), dänischer Mittelstreckenläufer
- Jörgensen, Filip (* 2002), dänisch-schwedischer FußballspielerFilip Jörgensen (* 2002)

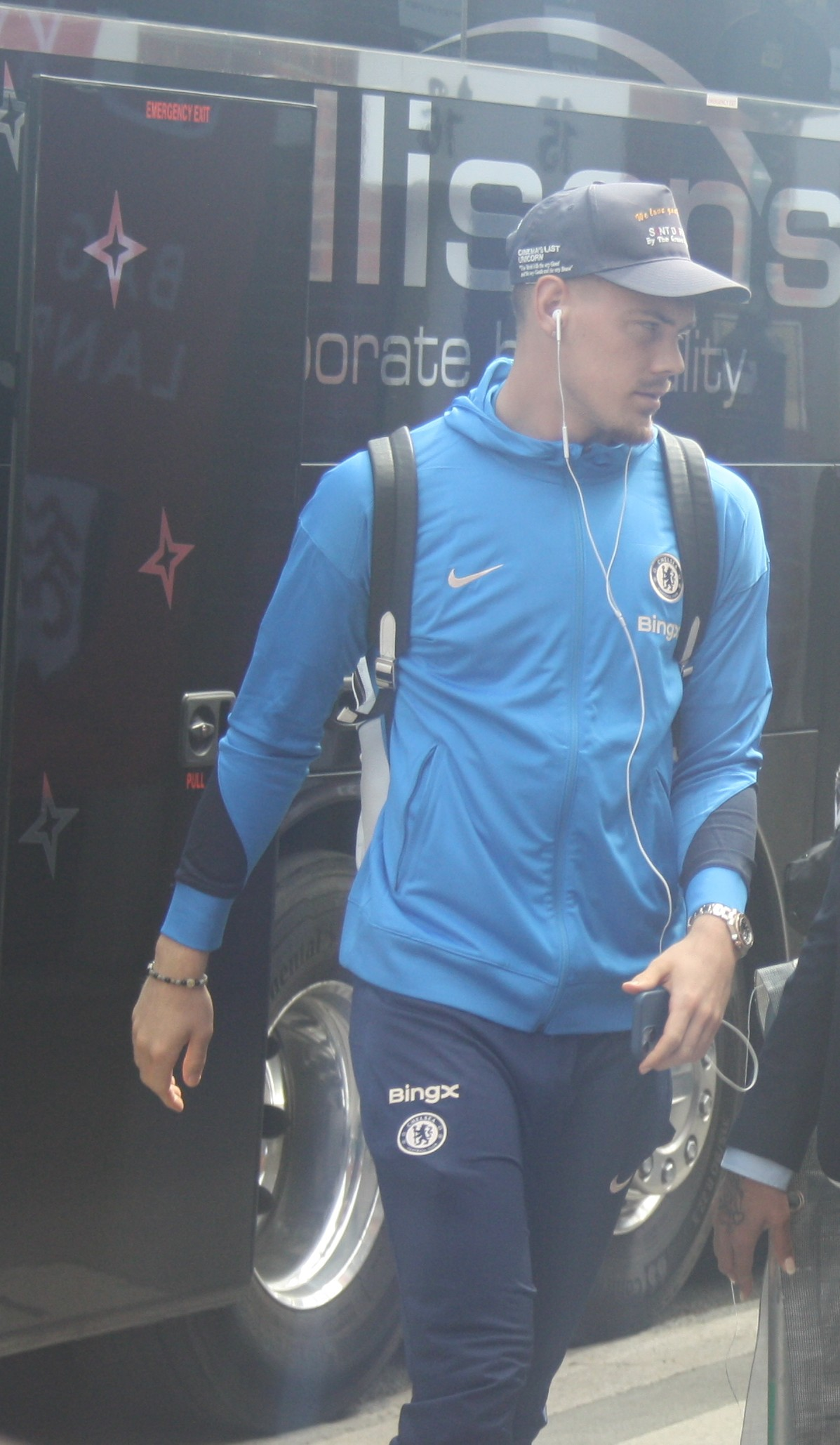
Filip Jörgensen (* 2002)

- Jørgensen, Flemming (1947–2011), dänischer Sänger und Schauspieler
- Jørgensen, Geir (* 1972), norwegischer Politiker
- Jorgensen, Gwen (* 1986), amerikanische Triathletin
- Jørgensen, Haldor Ferdinand (1831–1904), dänischer Hochschullehrer, Pastor und Übersetzer
- Jørgensen, Harry (* 1945), dänischer Ruderer
- Jørgensen, Håvard, norwegischer Gitarrist und Sänger
- Jørgensen, Henning (* 1949), dänischer Radrennfahrer
- Jørgensen, Henrik (1961–2019), dänischer Leichtathlet
- Jørgensen, Henry (* 1907), dänischer Radrennfahrer
- Jørgensen, Herjulf Carl Georg (1856–1911), dänischer Kaufmann und kommissarischer Inspektor in Grönland
- Jørgensen, Jan (* 1971), dänischer Badmintonspieler
- Jørgensen, Jan Eiberg (* 1970), dänischer Handballspieler
- Jørgensen, Jan Ø. (* 1987), dänischer Badmintonspieler
- Jorgensen, Janel (* 1971), US-amerikanische Schwimmerin
- Jorgensen, Jo (* 1957), US-amerikanische Psychologin und Politikerin
- Jørgensen, Joackim (* 1988), norwegischer Fußballspieler
- Jørgensen, Johannes (1866–1956), dänischer Dichter und Schriftsteller
- Jørgensen, Jonas Aaen (* 1986), dänischer Radrennfahrer
- Jørgensen, Jørgen (1891–1963), dänischer Politiker (Konservative Volkspartei), Mitglied des Folketing
- Jørgensen, Jørgen (1936–2016), dänischer Radrennfahrer
- Jørgensen, Jørgen Peder Laurids (1888–1974), dänischer Politiker (Radikale Venstre), Bildungs- und Innenminister
- Jorgensen, Joseph (1844–1888), US-amerikanischer Politiker
- Jørgensen, Junker (1946–1989), dänischer Radrennfahrer
- Jørgensen, Karin († 2013), dänische Badmintonspielerin
- Jørgensen, Karin (* 1963), dänische Triathletin
- Jørgensen, Karina (* 1988), dänische Badmintonspielerin
- Jørgensen, Kasper (* 1999), dänischer Fußballspieler
- Jørgensen, Kasper Linde (* 1984), dänischer Radrennfahrer
- Jørgensen, Kim Jesper (* 1962), dänischer Generalmajor, Befehlshaber des Arktisk Kommando
- Jørgensen, Knud (1928–1992), dänischer Jazzmusiker
- Jørgensen, Kristian (1967–2025), dänischer Jazzgeiger
- Jørgensen, Kristina (* 1998), dänische Handballspielerin
- Jørgensen, Lars Troels (* 1978), dänischer Handballspieler und -trainer
- Jørgensen, Laurits (1896–1976), dänischer Stabhochspringer und Dreispringer
- Jørgensen, Leif (* 1946), dänischer Radrennfahrer
- Jörgensen, Lone (* 1962), dänische Dressurreiterin
- Jørgensen, Lukas Lindhard (* 1999), dänischer HandballspielerLukas Lindhard Jørgensen (* 1999)

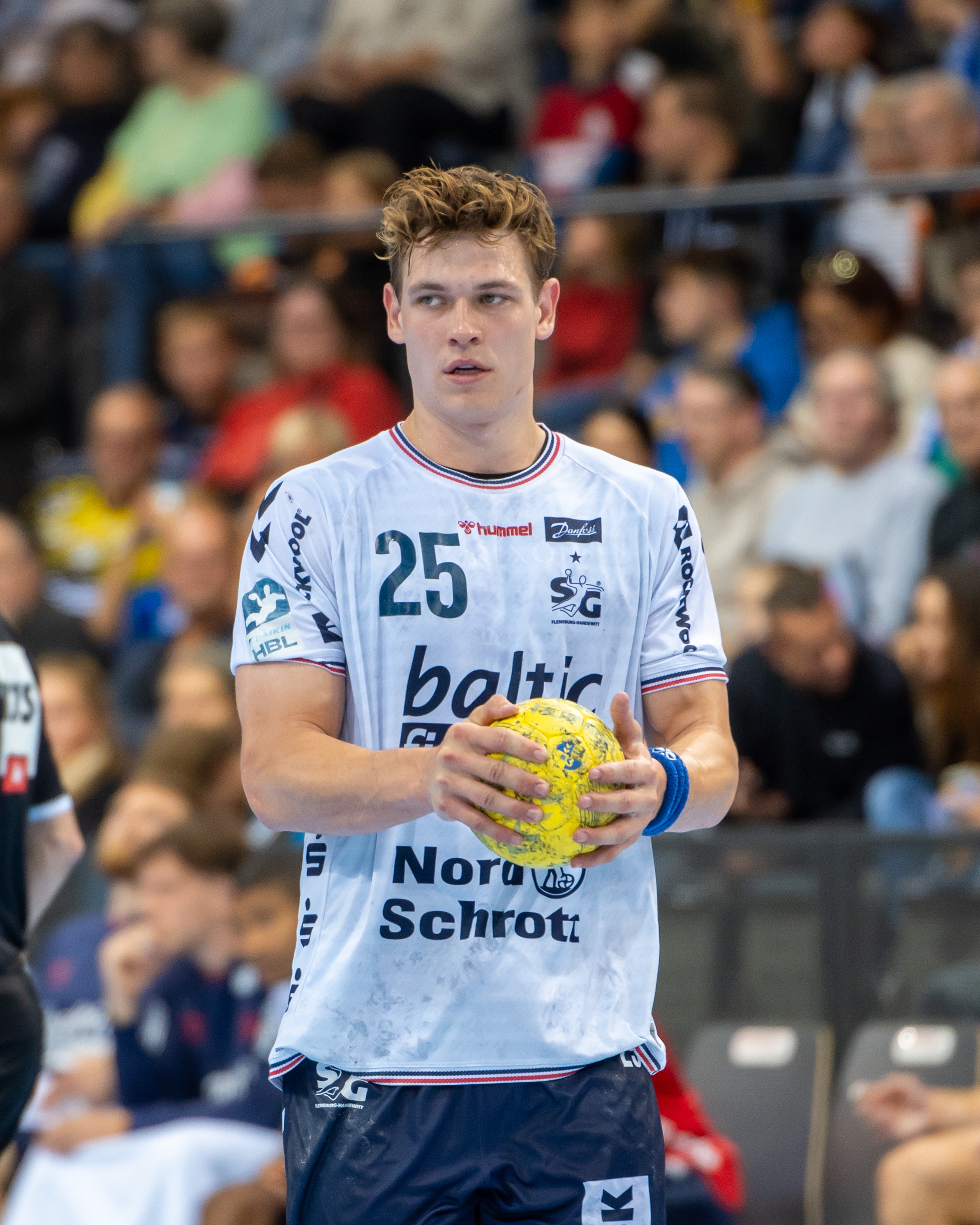
Lukas Lindhard Jørgensen (* 1999)

- Jørgensen, Martin (* 1975), dänischer Fußballspieler
- Jørgensen, Martin Nannestad (* 1959), dänischer Weber und Textilkünstler
- Jørgensen, Mathias (* 2000), dänischer Fußballspieler
- Jorgensen, Matt (* 1972), US-amerikanischer Jazzschlagzeuger, -Komponist und Bandleader
- Jørgensen, Max (1923–1992), dänischer Radrennfahrer
- Jorgensen, Max (* 2004), australischer Rugbyspieler
- Jørgensen, Morten (* 1985), dänischer Ruderer
- Jørgensen, Mosse (1921–2009), norwegische Schulleiterin, Schulreformerin, Bildungskritikerin und Sachbuchautorin
- Jørgensen, Nicolai (* 1991), dänischer Fußballspieler
- Jørgensen, Nicolaj (* 2000), dänischer Handballspieler
- Jørgensen, Nina Kreutzmann (* 1977), grönländische Sängerin und Schriftstellerin
- Jørgensen, Orla (1904–1947), dänischer Radrennfahrer, Olympiasieger
- Jørgensen, Pauli (1905–1993), dänischer Fußballspieler
- Jørgensen, Per (* 1952), norwegischer Jazz- und Fusionmusiker (Trompete, Gesang, Komposition)
- Jørgensen, Peter Ole (* 1958), dänischer Jazz- und Improvisationsmusiker
- Jørgensen, Pipaluk K. (* 1981), grönländische Theater- und Filmproduzentin
- Jørgensen, Poul Preben (1892–1973), dänischer Turner
- Jörgensen, Rainer Georg (* 1957), deutscher Agrarwissenschaftler
- Jørgensen, Rasmus Wejnold (* 1989), dänischer Stabhochspringer
- Jorgensen, Reid († 2022), US-amerikanischer Jazzmusiker (Schlagzeug, Perkussion)
- Jørgensen, René (* 1975), dänischer Radrennfahrer
- Jorgensen, Scott (* 1982), US-amerikanischer Mixed-Martial-Arts-Kämpfer
- Jørgensen, Sebastian (* 2000), dänischer Fußballspieler
- Jørgensen, Sigurd (1887–1929), norwegischer Turner
- Jørgensen, Silje (* 1977), norwegische Fußballspielerin
- Jørgensen, Sindre Ulven (* 2002), norwegischer Skispringer
- Jørgensen, Sisse Graum (* 1972), dänische Filmproduzentin
- Jørgensen, Sophus Mads (1837–1914), dänischer Chemiker
- Jørgensen, Stine (* 1990), dänische Handballspielerin
- Jørgensen, Stine Eiberg (* 1998), dänische Handballspielerin
- Jørgensen, Theo (* 1972), dänischer Pokerspieler
- Jørgensen, Tor Berger (* 1945), norwegischer Bischof und Missionar
- Jørgensen, Ulf (* 1956), norwegischer Skispringer
- Jorgensen, Victor (1913–1994), US-amerikanischer Fotograf
- Jørgensen, Wenzel (* 1918), dänischer Radrennfahrer
- Jorgensen, William L. (* 1949), US-amerikanischer Chemiker
- Jörgensmann, Theo (* 1948), deutscher Jazz-MusikerTheo Jörgensmann (* 1948)

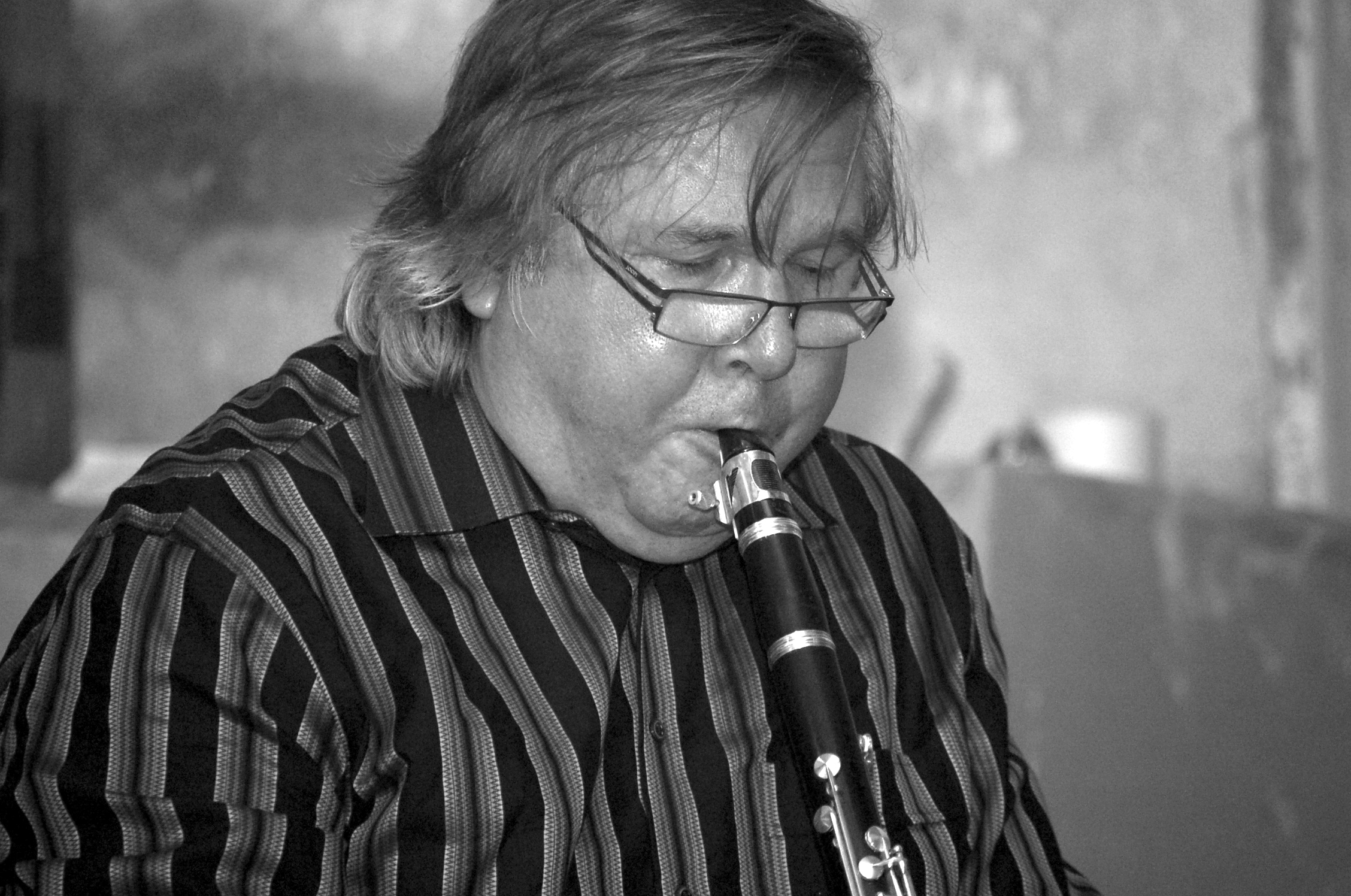
Theo Jörgensmann (* 1948)

- Jorgenson, Dale (1933–2022), US-amerikanischer Wirtschaftswissenschaftler
- Jorgenson, John (* 1956), US-amerikanischer Gitarrist und Multiinstrumentalist
- Jorgenson, Matteo (* 1999), US-amerikanischer Radrennfahrer
- Jörger von Tollet, Johann Franz Anton († 1738), österreichischer General
- Jörger, Hans-Georg (* 1903), deutscher Fechter und Olympiateilnehmer
- Jörger, Johann Benedikt (1886–1957), Schweizer Psychiater, Autor, Kunstkritiker, Volkskundler und Naturforscher
- Jörger, Johann Quentin von (1624–1705), k. k. Staats- und Konferenzminister
- Jörger, Josef (1860–1933), Schweizer Arzt und Psychiater
- Jörges, Hans-Ulrich (* 1951), deutscher JournalistHans-Ulrich Jörges (* 1951)

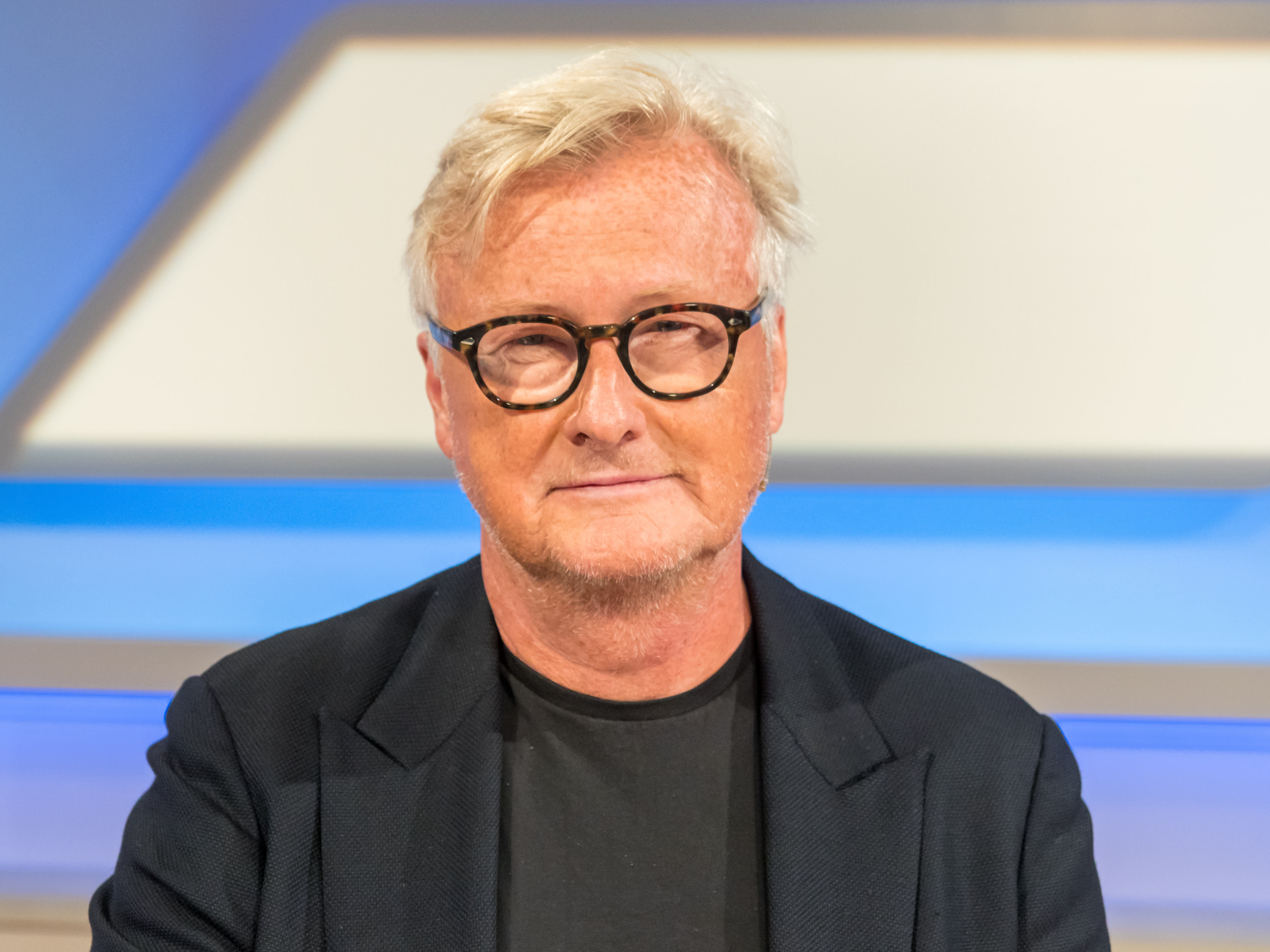
Hans-Ulrich Jörges (* 1951)

- Jorgić, Darko (* 1998), slowenischer Tischtennisspieler
- Jorginho (* 1964), brasilianischer Fußballtrainer und ehemaliger -spieler
- Jorginho (* 1977), brasilianischer Fußballspieler
- Jorginho (* 1991), brasilianisch-italienischer Fußballspieler
- Jorgji, Enea (* 1984), albanischer Fußballschiedsrichter
- Jorgji, Thanas (* 1955), albanischer Autor
- Jorgowa, Diana (* 1942), bulgarische Leichtathletin
- Jorgowa, Diana (* 1971), bulgarische Sportschützin

### Jorh
- Jorhan, Christian der Ältere (1727–1804), bayerischer Bildhauer des Rokoko und Frühklassizismus
- Jorhan, Christian der Jüngere (* 1758), deutscher Bildhauer des westlich orientierten Klassizismus
- Jorhan, Wenzeslaus, deutscher Bildhauer

### Jori
- Jori, Alberto (* 1965), italienischer Philosoph
- Jori, Bruno (1922–1970), italienischer Dokumentarfilmer und Filmregisseur
- Jori, Francesco (1889–1960), italienischer Bergsteiger
- Jöricke, Frank (* 1967), deutscher Autor, Poetryslamer und Werbetexter
- Jörin, Johannes (1787–1866), Schweizer Politiker
- Jorio, Alberto di (1884–1979), italienischer Kardinal der Römischen Kirche
- Jorio, Andrea de (1769–1851), italienischer Archäologe und Volkskundler
- Jorio, Domenico (1867–1954), italienischer Kardinal der römisch-katholischen Kirche
- Jório, João (* 1886), brasilianischer Ruderer und Wasserballspieler
- Jorio, Maati (1934–2022), marokkanischer Politiker und Diplomat
- Jorio, Marco (* 1951), Schweizer Historiker
- Jorio, Tino (* 1950), Schweizer Politiker
- Jorion, Paul (* 1946), belgischer Anthropologe, Finanzexperte, Publizist und Kolumnist
- Joris (* 1989), deutscher Popsänger und LiedermacherJoris (* 1989)

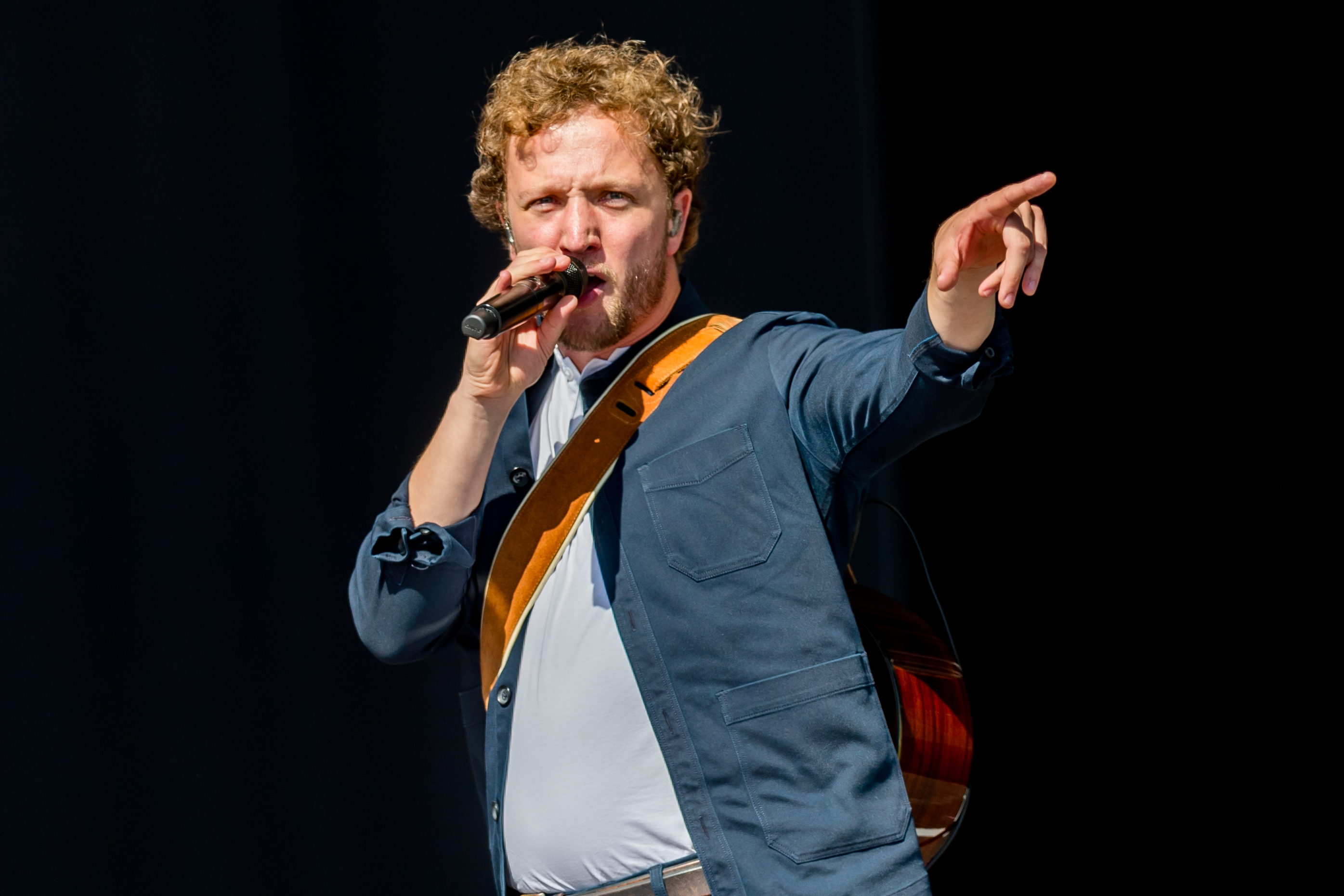
Joris (* 1989)

- Joris, Bert (* 1957), belgischer Jazzmusiker (Trompete, Flügelhorn, Komposition)
- Joris, Chris (* 1952), belgischer Jazzmusiker
- Joris, David (1501–1556), Vertreter der Täuferbewegung, Glasmaler und selbst ernannter Messias
- Joris, Elisabeth (* 1946), Schweizer Historikerin
- Jöris, Erwin (1912–2013), deutscher Widerstandskämpfer gegen den Nationalsozialismus und Opfer stalinistischer Verfolgung
- Jöris, Hans Herbert (1925–2008), deutscher Dirigent und Hochschullehrer
- Jöris, Paul Elmar (* 1950), deutscher Rundfunkkorrespondent
- Joris, Pio (1843–1921), italienischer Maler
- Jörissen, Benjamin (* 1968), deutscher Erziehungswissenschaftler und Hochschullehrer
- Jörissen, Franz (1868–1932), deutscher Politiker (WP), MdR
- Jörissen, Franz (1895–1996), deutscher Baumeister
- Jorissen, Hans (1924–2011), deutscher römisch-katholischer Theologe
- Jörissen, Jakob (1948–2021), deutscher Chemiker und Hochschullehrer
- Jörissen, Luise (1897–1987), deutsche Sozialarbeiterin
- Jorissen, Matthias (1739–1823), deutscher reformierter Geistlicher und Kirchenlieddichter
- Jörissen, Stefan (* 1969), deutscher Fußballspieler
- Jorissen, Theodorus (1833–1889), niederländischer Historiker

### Jorj
- Jorjandi, Mohammad (* 1980), iranischer Hacker und Cybersicherheitsfachmann

### Jork
- Jork, Rainer (1940–2020), deutscher Politiker (CDU), MdV, MdB
- Jorkasch-Koch, Adolf (1848–1909), österreichischer Verwaltungsbeamter, Politiker und zweimal kurzzeitiger Finanzminister Cisleithaniens
- Jorke, Dietfried (1926–2019), deutscher Internist mit den Forschungsschwerpunkten internistische Onkologie, Hepatologie und Gastroenterologie
- Jörke, Dirk (* 1971), deutscher Politikwissenschaftler und Hochschullehrer
- Jörke, Ulrich (* 1936), deutscher Bildhauer
- Jorkin, Jewgeni Michailowitsch (1932–1982), russisch-sowjetischer Eishockeytorwart
- Jorkina, Schanna Dmitrijewna (1939–2015), sowjetisch-russische Kosmonautenanwärterin
- Jorkisch, Bernd (* 1957), deutscher Unternehmer

### Jorm
- Jorm, Anthony Francis (* 1951), australischer Wissenschaftler
- Jormakka, Kari (1959–2013), finnischer Architektur-Historiker
- Jormin, Anders (* 1957), schwedischer Jazzmusiker (Kontrabass)

### Jorn
- Jorn, Asger (1914–1973), dänischer Maler und Essayist
- Jörn, Carl (1873–1947), deutsch-amerikanischer Opernsänger (Tenor) und Gesangspädagoge
- Jörn, Nils (* 1964), deutscher Historiker
- Jörn, Wilhelm (1873–1963), deutscher methodistischer Geistlicher und Schriftsteller
- Jorna, Kerstin, deutsche EU-Beamtin
- Jornet Burgada, Kílian (* 1987), spanischer Skibergsteiger und BergläuferKílian Jornet Burgada (* 1987)

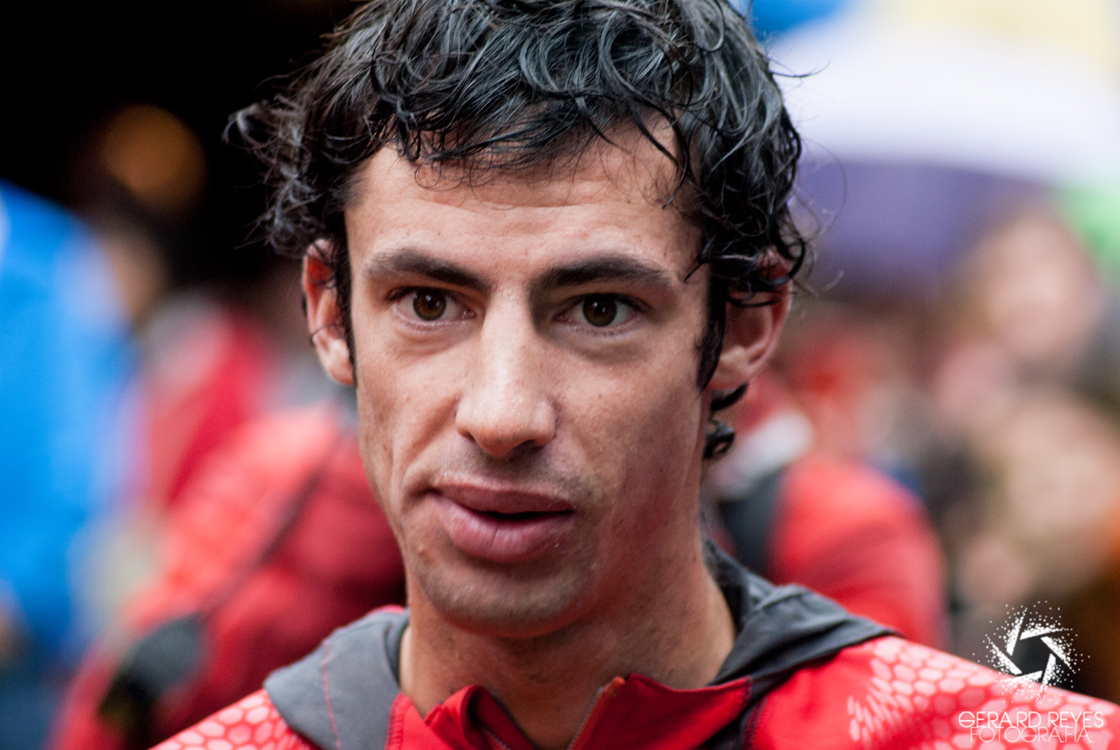
Kílian Jornet Burgada (* 1987)

- Jornet y Ibars, Teresa (1843–1897), Heilige, Ordensgründerin
- Jörnmark, Jan (* 1959), schwedischer Wirtschaftshistoriker, Fotograf und Publizist
- Jornnathong, Alongkorn (* 1989), thailändischer Fußballspieler
- Jornod, Etienne (* 1953), Schweizer Unternehmer und Manager
- Jorns, Auguste (1877–1966), deutsche Sozialpolitikerin im Zentralvorstand der niedersächsischen CDU
- Jörns, Carl (1875–1969), deutscher Rennfahrer
- Jorns, Friedrich (1837–1910), deutscher Unternehmer und Politiker (Nationalliberal), MdR
- Jörns, Helge (* 1941), deutscher Komponist
- Jörns, Klaus-Peter (1939–2024), deutscher Theologe und Buchautor
- Jorns, Marie (1883–1975), deutsche Kunsthistorikerin
- Jorns, Paul (1871–1942), Oberreichsanwalt und Untersuchungsrichter in der Mordsache Luxemburg und LiebknechtPaul Jorns (1871–1942)

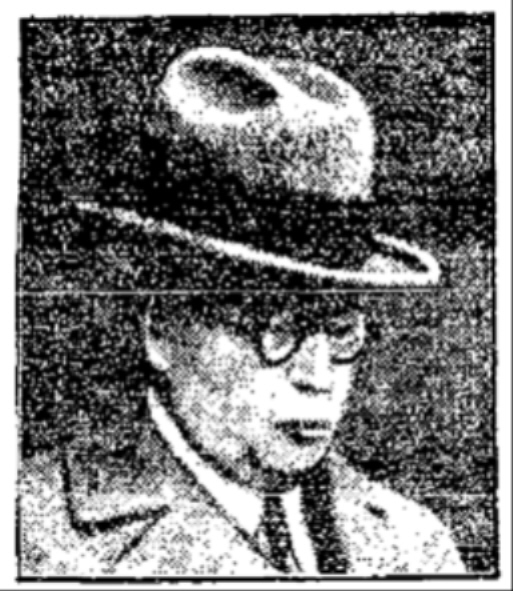
Paul Jorns (1871–1942)

- Jörns, Petra E. (* 1964), deutsche Schriftstellerin
- Jorns, Werner (1909–1990), deutscher Archäologe

### Joro
- Jorolan, Mae Ann, philippinische Musicaldarsteller
- Joron, Virginie (* 1973), französische Politikerin (RN), MdEP
- Joronen, Jesse (* 1993), finnischer Fußballspieler
- Jorović, Branko (* 1981), serbischer Basketballspieler
- Jorović, Ivana (* 1997), serbische Tennisspielerin
- Jorow, Busurgmehr (* 1971), tadschikischer Jurist und Menschenrechtsaktivist

### Jorp
- Jorpes, Erik (1894–1973), finnisch-schwedischer Biochemiker

### Jorq
- Jorquera, Albert (* 1979), spanischer Fußballspieler
- Jorquera, Cristóbal (* 1988), chilenischer Fußballspieler

### Jorr
- Jorré, Guy (1927–2019), französischer Regisseur
- Jörres, Carl (1870–1947), deutscher Landschaftsmaler
- Jörres, Guido (* 1974), deutscher Fußballspieler
- Jörres, Rolf (* 1933), deutscher Bildhauer
- Jorrín, Enrique (1926–1987), kubanischer Geiger, Komponist und Bandleader
- Jorrin, Willie (* 1969), US-amerikanischer Boxer im Superbantamgewicht
- Jörrißen, Sylvia (* 1967), deutsche Politikerin (CDU), MdB
- Jorritsma, Aletta (* 1989), niederländische Ruderin
- Jorritsma, Annemarie (* 1950), niederländische Politikerin (VVD)
- Jorritsma, Gerben (* 1993), niederländischer Eisschnellläufer
- Jorritsma, John (* 1956), niederländischer Politiker (VVD)
- Jorry, Corinne (* 1943), französische Kostümbildnerin

### Jors
- Jörs, Bernd (* 1955), deutscher Wirtschaftswissenschaftler
- Jörs, Paul (1856–1925), deutscher Rechtshistoriker und Papyrologe
- Jorsch, Ksenija (* 2001), belarussische Tennisspielerin
- Jörß, Martin (* 1967), deutscher Politiker (GAL), MdB
- Jorssen, Dimitri (* 1979), belgischer Basketballspieler
- Jørstad, Espen (* 1988), norwegischer Pokerspieler

### Jort
- Jortberg, Lauren (* 1997), US-amerikanische Skilangläuferin
- Jorth, Ignatia (1780–1845), katholische Ordensgründerin
- Jortikka, Hannu (* 1956), finnischer Eishockeyspieler und -trainer
- Jortner, Joshua (* 1933), israelischer Chemiker

### Joru
- Jørum, Lars, norwegischer Handballschiedsrichter
- Jorund, schwedischer Sagenkönig
- Jørund († 1309), Erzbischof von Nidaros
- Jörundur Brynjólfsson (1884–1979), isländischer Politiker (Fortschrittspartei)
- Jórunn Ragnarsdóttir (* 1957), isländische Architektin
- Jórunn skáldmær, altnordische Skaldin
- Jórunn Viggósdóttir (* 1957), isländische Skirennläuferin

### Jory
- Jory, Victor (1902–1982), kanadischer FilmschauspielerVictor Jory (1902–1982)

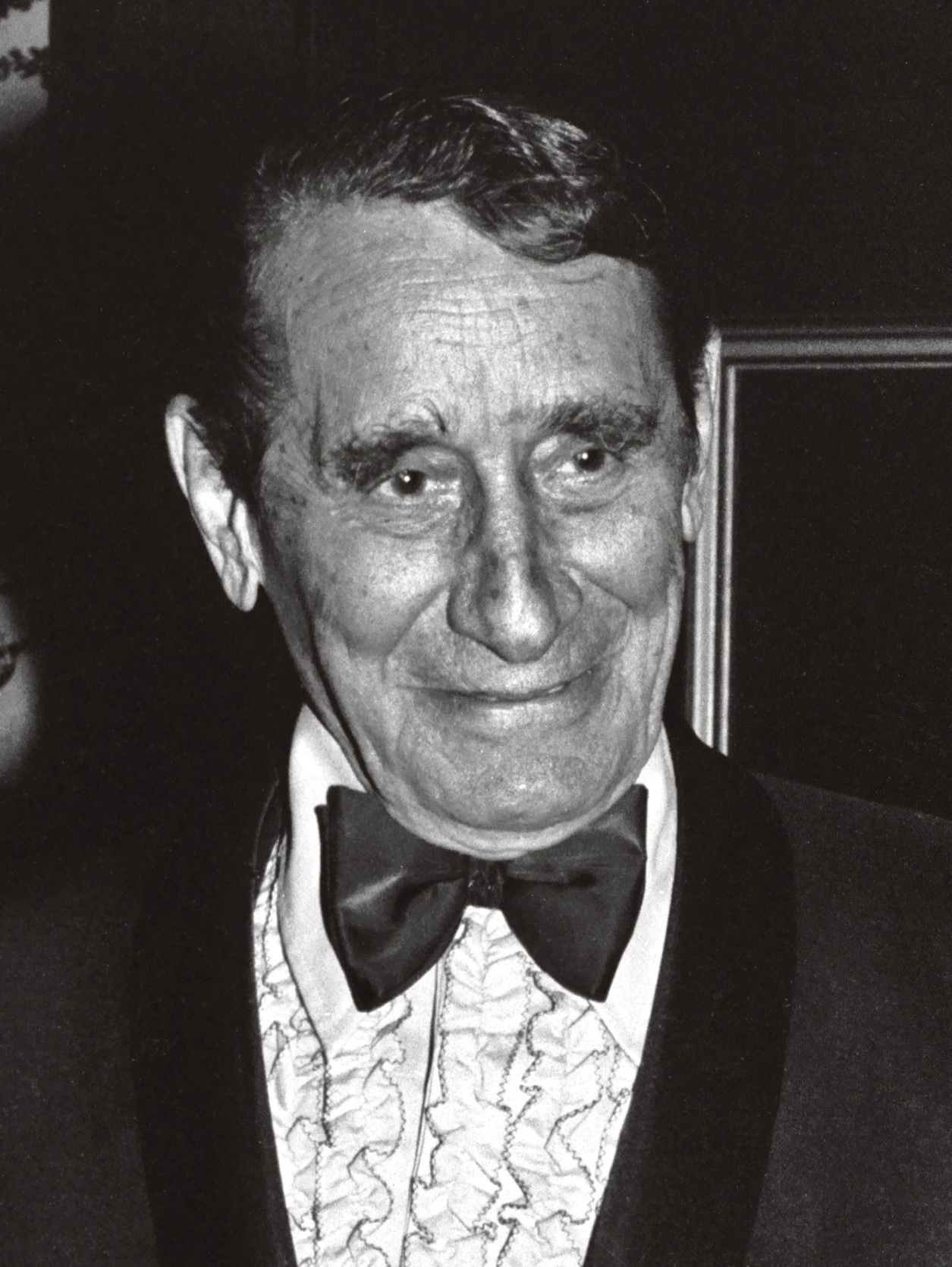
Victor Jory (1902–1982)